# Lista de episódios de Teen Titans Go!
Teen Titans Go! (Os Jovens Titãs em Ação no Brasil) é uma série de animação americana baseada nos Jovens Titãs. Teen Titans Go! é focada no "negócio engraçado", que acontece entre os Titãs (Robin, Ciborgue (Cyborg), Estelar (Starfire), Ravena (Raven) e Mutano (Beast Boy)) quando não salvam o mundo e estão juntos como adolescentes sem supervisão de um adulto. Os Titãs têm de lidar com situações embaraçosas ou horríveis, como brincadeiras adolescentes, atingindo um nível totalmente novo, ou lutando contra vilões conhecidos por eles.
Teen Titans Go! serve como um spin-off sem continuidade à série anterior, e apenas alguns elementos são mantidos.

## Resumo
| Temporada | Temporada | Episódios | Exibição original     | Exibição original      | Exibição no Brasil     | Exibição no Brasil     | Exibição em Portugal    | Exibição em Portugal    |
| Temporada | Temporada | Episódios | Estreia de temporada  | Final de temporada     | Estreia de temporada   | Final de temporada     | Estreia de temporada    | Final de temporada      |
| --------- | --------- | --------- | --------------------- | ---------------------- | ---------------------- | ---------------------- | ----------------------- | ----------------------- |
|           | 1         | 52        | 23 de abril de 2013   | 5 de junho de 2014     | 2 de setembro de 2013  | 24 de dezembro de 2014 | 10 de novembro de 2014  | 15 de dezembro de 2014  |
|           | 2         | 52        | 12 de junho de 2014   | 30 de julho de 2015    | 17 de novembro de 2014 | 28 de dezembro de 2015 | 16 de março de 2015     | 26 de novembro de 2015  |
|           | 3         | 53        | 31 de julho de 2015   | 13 de outubro de 2016  | 4 de abril de 2016     | 2 de maio de 2018      | 2 de maio de 2016       | 22 de fevereiro de 2017 |
|           | 4         | 52        | 20 de outubro de 2016 | 25 de junho de 2018    | 17 de abril de 2017    | 27 de julho de 2018    | 2 de outubro de 2017    | 14 de abril de 2019     |
|           | 5         | 52        | 25 de junho de 2018   | 4 de abril de 2020     | 4 de fevereiro de 2019 | 29 de maio de 2020     | 23 de fevereiro de 2019 | 27 de junho de 2020     |
|           | 6         | 52        | 4 de outubro de 2019  | 1 de maio de 2021      | 9 de março de 2020     | TBA                    | 19 de outubro de 2020   | 31 de outubro de 2021   |
|           | 7         | 52        | 8 de janeiro de 2021  | 16 de setembro de 2022 | TBA                    | TBA                    | 6 de novembro de 2021   | TBA                     |
|           | 8         | 42        | 7 de outubro de 2022  | 30 de novembro de 2024 | 9 de junho de 2023     | TBA                    | 2 de outubro de 2023    | 30 de novembro de 2024  |
|           | 9         | 52        | 1 de março de 2025    | TBA                    | TBA                    | TBA                    | 24 de março de 2025     | TBA                     |

## Episódios

### 1ª Temporada (2013–2014)
| Episódio (série) | Episódio (temp.) | Título                                                                         | Dirigido por                | Escrito por | Exibição original                                                     | Audiência (em milhões) |
| --- | ---------------- | ------------------------------------------------------------------------------ | --------------------------- | --- | --------------------------------------------------------------------- | ---------------------- |
| 1 | 1                | "Sanduíche Lendário (BR) Sanduíche Lendária (PT)" "Legendary Sandwich"         | Luke Cormican               | Aaron Horvath | 23 de abril de 2013 2 de setembro de 2013 10 de novembro de 2014      | 2.01                   |
| Ravena envia o grupo em busca de ingredientes para um sanduíche místico para que ela possa ver a televisão e assistir a um desenho animado para menininhas chamado “Pretty Pretty Pegasus”. |                  |                                                                                |                             | |                                                                       |                        |
| 2 | 2                | "Amamos uma Torta (BR) Manos da Tarte (PT)" "Pie Bros"                         | Peter Rida Michail          | Will Friedle | 23 de abril de 2013 9 de setembro de 2013 10 de novembro de 2014      | 2.01                   |
| Mutano trabalha em uma loja de tortas para comprar um presente de aniversário caríssimo para Cyborg. |                  |                                                                                |                             | |                                                                       |                        |
| 3 | 3                | "Craque no Volante (BR) Mestre da Condução (PT)" "Driver's Ed"                 | Luke Cormican               | Tab Murphy | 30 de abril de 2013 16 de setembro de 2013 11 de novembro de 2014     | 1.45                   |
| Robin faz aulas de direção para recuperar sua carteira com um instrutor que na verdade é um criminoso que está o usando como motorista de fuga. |                  |                                                                                |                             | |                                                                       |                        |
| 4 | 4                | "Mão de Cachorro (BR) Mão-Cão (PT)" "Dog Hand"                                 | Luke Cormican               | Tom Pugsley | 30 de abril de 2013 23 de setembro de 2013 11 de novembro de 2014     | 1.45                   |
| Ravena recebe a desagradável visita do seu pai, o poderoso Trigon, que quer que ela desenvolva seus poderes malignos. |                  |                                                                                |                             | |                                                                       |                        |
| 5 | 5                | "Problemas em Dobro (BR) Sarilhos a Dobrar (PT)" "Double Trouble"              | Scott O'Brien               | Steve Borst | 7 de maio de 2013 30 de setembro de 2013 12 de novembro de 2014       | 1.59                   |
| A fim de não jogar “Homem das Cavernas e Dinossauros” com Mutano, Cyborg usa o poder de duplicata de Ravena. |                  |                                                                                |                             | |                                                                       |                        |
| 6 | 6                | "O Encontro (BR / PT)" "The Date"                                              | Scott O'Brien               | Sholly Fisch | 7 de maio de 2013 7 de outubro de 2013 12 de novembro de 2014         | 1.59                   |
| Robin está apaixonado por Estelar, mas quando finalmente toma coragem para a chamar para sair, ela diz que sairá com Ricardito. |                  |                                                                                |                             | |                                                                       |                        |
| 7 | 7                | "Relaxa, Cara (BR) Relaxa, Meu (PT)" "Dude Relax"                              | Peter Rida Michail          | Amy Wolfram | 14 de maio de 2013 14 de outubro de 2013 13 de novembro de 2014       | 1.64                   |
| Robin tenta descobrir o motivo pelo qual não consegue relaxar. |                  |                                                                                |                             | |                                                                       |                        |
| 8 | 8                | "Dia de Lavar a Roupa (BR / PT)" "Laundry Day"                                 | Peter Rida Michail          | Seth Rogen & Evan Goldberg & Dan Castellaneta & Dean DeBlois & Christopher Sanders & Phil Lord & Chris Miller & Adam F. Goldberg | 14 de maio de 2013 21 de outubro de 2013 13 de novembro de 2014       | 1.64                   |
| Ravena tenta fazer Robin lavar a roupa suja. |                  |                                                                                |                             | |                                                                       |                        |
| 9 | 9                | "Garoto Fantasma (BR) Fantasma Boy (PT)" "Ghostboy"                            | Scott O'Brien               | Steve Borst | 21 de maio de 2013 28 de outubro de 2013 14 de novembro de 2014       | 1.84                   |
| Mutano tenta pregar uma pegadinha na Estelar, e isto escapa do controle. |                  |                                                                                |                             | |                                                                       |                        |
| 10 | 10               | "É o Amor (BR) La Larva de Amor (PT)" "La Larva de Amor"                       | Peter Rida Michail          | Amy Wolfram | 28 de maio de 2013 4 de novembro de 2013 14 de novembro de 2014       | 1.83                   |
| Estelar manda o grupo tomar conta de Silkie, e ele acaba desaparecendo da torre. |                  |                                                                                |                             | |                                                                       |                        |
| 11 | 11               | "Olha a Pizza! (BR) Hey Pizza (PT)" "Hey Pizza!"                               | Luke Cormican               | Amy Wolfram | 4 de junho de 2013 11 de novembro de 2013 17 de novembro de 2014      | 1.83                   |
| Cyborg e Mutano tentam conseguir pizza de graça. |                  |                                                                                |                             | |                                                                       |                        |
| 12 | 12               | "Gorila (BR / PT)" "Gorilla"                                                   | Scott O'Brien               | Steve Borst | 11 de junho de 2013 18 de novembro de 2013 17 de novembro de 2014     | 1.98                   |
| Mutano causa grandes problemas como gorila. |                  |                                                                                |                             | |                                                                       |                        |
| 13 | 13               | "Noite das Meninas (BR) Saída de Raparigas (PT)" "Girl's Night Out"            | Peter Rida Michail          | Amy Wolfram | 18 de junho de 2013 25 de novembro de 2013 18 de novembro de 2014     | 1.55                   |
| Estelar convida Ravena e Jinx para uma noite das garotas. |                  |                                                                                |                             | |                                                                       |                        |
| 14 | 14               | "Você Está Despedido (BR) Estás Despedido (PT)" "You're Fired!"                | Luke Cormican               | Steve Borst | 25 de junho de 2013 2 de dezembro de 2013 18 de novembro de 2014      | 1.56                   |
| Mutano é demitido da torre dos titãs por uma sabotagem e tenta consertar. Aparição dos Super Gêmeos. |                  |                                                                                |                             | |                                                                       |                        |
| 15 | 15               | "Super Robin (BR / PT)" "Super Robin"                                          | Peter Rida Michail          | Adam Stein | 2 de julho de 2013 9 de dezembro de 2013                              | 1.74                   |
| Ravena com seus poderes mágicos dá superpoderes a Robin provando que superpoderes são uma praga. |                  |                                                                                |                             | |                                                                       |                        |
| 16 | 16               | "O Poder da Torre (BR) Poder da Torre (PT)" "Tower Power"                      | Scott O'Brien               | Adam Beechen | 9 de julho de 2013 16 de dezembro de 2013                             | 1.75                   |
| Os poderes de Ciborgue ficam descontrolados. |                  |                                                                                |                             | |                                                                       |                        |
| 17 | 17               | "Parasita (BR / PT)" "Parasite"                                                | Luke Cormican               | Tab Murphy & Aaron Horvath | 16 de julho de 2013 23 de dezembro de 2013                            | 1.77                   |
| Estelar cuida de um parasita que acaba causando muitos problemas. |                  |                                                                                |                             | |                                                                       |                        |
| 18 | 18               | "A Mentira Tem Perna Curta (BR) Starmentirosa (PT)" "Starliar"                 | Scott O'Brien               | Steve Borst | 23 de julho de 2013 30 de dezembro de 2013                            | 1.85                   |
| Estelar foi a única convidada para o baile anual e ela tem que mentir pra não magoar os outros titãs, mas as coisas saem do controle. |                  |                                                                                |                             | |                                                                       |                        |
| 19 | 19               | "Caindo de Boca nas Almôndegas (BR) Festa de Almôndegas (PT)" "Meatball Party" | Peter Rida Michail          | Paul Giacoppo | 30 de julho de 2013 6 de janeiro de 2014                              | 1.54                   |
| Cyborg, Estelar, Mutano e Robin estavam comendo almôndegas e fazem Ravena comer a almôndega misteriosa, o que faz ela quebrar o seu dente. |                  |                                                                                |                             | |                                                                       |                        |
| 20 | 20               | "Reunião de Equipe (BR) Demanda do Bastão (PT)" "Staff Meeting"                | Luke Cormican               | Michael Ryan | 13 de agosto de 2013 13 de janeiro de 2014                            | 1.52                   |
| Os Titãs quebram o bastão do Robin, então ele vai à Árvore da Vida para conseguir um novo. |                  |                                                                                |                             | |                                                                       |                        |
| 21 | 21               | "Apaixonado (BR) Em-Terra-Do (PT)" "Terra-ized"                                | Luke Cormican               | Eric Rogers | 20 de agosto de 2013 20 de janeiro de 2014                            | 1.87                   |
| Robin acorda dizendo "Bom Dia!" para todos e Mutano traz Terra para a Torre dos Titãs, deixando Ravena com ciúmes. |                  |                                                                                |                             | |                                                                       |                        |
| 22 | 22               | "A Parada é Queimada (BR) Mestres Esquivadores (PT)" "Artful Dodgers"          | Luke Cormican               | J.M. DeMatteis | 27 de agosto de 2013 27 de janeiro de 2014                            | 1.80                   |
| Robin, Mutano e Cyborg estão numa partida de queimado e perdem para Jinx, Mamute e Chip. |                  |                                                                                |                             | |                                                                       |                        |
| 23 | 23               | "Hambúrger Contra Burrito (BR / PT)" "Burger vs. Burrito"                      | Peter Rida Michail          | John Loy | 3 de setembro de 2013 3 de fevereiro de 2014 19 de novembro de 2014   | 1.70                   |
| Mutano fala que burrito é melhor que hambúrguer e Ciborg diz o contrário. |                  |                                                                                |                             | |                                                                       |                        |
| 24 | 24               | "O Par Ideal (BR) O Teu Par (PT)" "Matched"                                    | Luke Cormican               | Steve Borst | 11 de setembro de 2013 10 de fevereiro de 2014 19 de novembro de 2014 | 1.44                   |
| Cyborg cria uma máquina do par ideal. Estelar e Aqualad e Mutano e Ravena. Enquanto Mutano tenta conquistar Ravena, Robin tenta chamar a atenção de Estelar. |                  |                                                                                |                             | |                                                                       |                        |
| 25 | 25               | "As Cores da Ravena (BR) Cores de Raven (PT)" "Colors of Raven"                | Peter Rida Michail          | Amy Wolfram | 18 de setembro de 2013 17 de fevereiro de 2014                        | 1.68                   |
| Após resgatarem um "prismo misterioso" das mãos do Dr. Luz, Ravena acidentalmente foi dividida em cinco Ravenas. Cada uma com uma cor diferente. |                  |                                                                                |                             | |                                                                       |                        |
| 26 | 26               | "A Perna Esquerda (BR / PT)" "The Left Leg"                                    | Peter Rida Michail          | John Loy | 25 de setembro de 2013 24 de fevereiro de 2014                        | 1.71                   |
| Robin tenta fazer parte da equipe dentro de um robô mecânico feito por Cyborg sendo a perna esquerda dele. |                  |                                                                                |                             | |                                                                       |                        |
| 27 | 27               | "Livros (BR / PT)" "Books"                                                     | Peter Rida Michail          | John Loy | 2 de outubro de 2013 3 de março de 2014 12 de dezembro de 2014        | 1.59                   |
| Os Titãs se divertem com os livros da Ravena. |                  |                                                                                |                             | |                                                                       |                        |
| 28 | 28               | "Preguiça de Domingo (BR) Domingo de Preguiça (PT)" "Lazy Sunday"              | Peter Rida Michail          | John Loy | 9 de outubro de 2013 10 de março de 2014 12 de dezembro de 2014       | 1.58                   |
| Robin troca o sofá da torre por uma esteira para forçar Ciborgue e Mutano a deixar a preguiça de lado. Mas Mutano e Cyborg insistem e Robin se convence a trazer o sofá de volta à Torre dos Titãs. |                  |                                                                                |                             | |                                                                       |                        |
| 29 | 29               | "Estelar, a Terrível (BR) Starfire, a Terrível (PT)" "Starfire the Terrible"   | Peter Rida Michail          | Steve Borst | 16 de outubro de 2013 17 de março de 2014 21 de novembro de 2014      | 1.55                   |
| Estelar finge que é do mal para Robin lutar contra ela e fazê-lo feliz. |                  |                                                                                |                             | |                                                                       |                        |
| 30 | 30               | "Golpes Duplos (BR) Mundança de Poder (PT)" "Power Moves"                      | Luke Cormican               | Merrill Hagan | 23 de outubro de 2013 24 de março de 2014 24 de novembro de 2014      | 1.62                   |
| Mutano e Ciborg explicam sobre golpes duplos. Robin e Ciborg o fazem por engano e se apegam. |                  |                                                                                |                             | |                                                                       |                        |
| 31 | 31               | "Vislumbrando o Futuro (BR) Olhar até ao Futuro (PT)" "Staring at the Future"  | Scott O'Brien               | John Loy | 30 de outubro de 2013 31 de março de 2014 24 de novembro de 2014      | 1.25                   |
| Mutano e Cyborg não gostam da palavra "responsabilidade", vão para a pizzaria e olham para uma pizza por 40 anos. Em um futuro distante, eles descobrem que Robin tem uma família com a Batgirl, Estelar vira uma rainha e Ravena se torna a deusa do universo. |                  |                                                                                |                             | |                                                                       |                        |
| 32 | 32               | "Sem Poderes (BR / PT)" "No Power"                                             | Luke Cormican               | J. M. DeMatteis & Jeff Mednikow                                                                                                  | 6 de novembro de 2013 7 de abril de 2014 25 de novembro de 2014       | 1.44                   |
| Robin desafia os Titãs a ficar um dia sem usar seus superpoderes e quem conseguir será o novo líder dos Jovens Titãs. |                  |                                                                                |                             | |                                                                       |                        |
| 33 | 33               | "Escudeiro (BR) Ajudante (PT)" "Sidekick"                                      | Scott O'Brien               | Amy Wolfram | 13 de novembro de 2013 14 de abril de 2014 25 de novembro de 2014     | 1.73                   |
| Robin fica por conta de cuidar da Batcaverna quando Batman está fora. |                  |                                                                                |                             | |                                                                       |                        |
| 34 | 34               | "Tigre Enjaulado (BR / PT)" "Caged Tiger"                                      | Peter Rida Michail          | John Loy | 20 de novembro de 2013 21 de abril de 2014                            | 1.68                   |
| Robin, Mutano e Cyborg ficam presos em um elevador enquanto Ravena e Estelar vão lutar contra o Dr Luz. |                  |                                                                                |                             | |                                                                       |                        |
| 35 | 35               | "Segundo Natal (BR / PT)" "Second Christmas"                                   | Peter Rida Michail          | Amy Wolfram | 4 de dezembro de 2013 24 de dezembro de 2014 21 de novembro de 2014   | 1.43                   |
| Os Titãs enganam Estelar para que ela acredite que exista um segundo Natal e um segundo Papai Noel. |                  |                                                                                |                             | |                                                                       |                        |
| 36 | 36               | "Os Feitiços da Ravena (BR) Nariz-Boca (PT)" "Nose Mouth"                      | Scott O'Brien               | Tom Pugsley | 8 de janeiro de 2014 28 de abril de 2014                              | 1.62                   |
| Ravena é pressionada a usar sua magia para resolver os problemas em torno da Torre, mas torna-se cada vez mais cruel. |                  |                                                                                |                             | |                                                                       |                        |
| 37 | 37               | "Pernas (BR / PT)" "Legs"                                                      | Luke Cormican               | John Loy | 15 de janeiro de 2014 5 de maio de 2014                               | 1.62                   |
| Após Ravena deixar a sua capa de lado, ela começa a ficar mais descolada com suas pernas compridas. |                  |                                                                                |                             | |                                                                       |                        |
| 38 | 38               | "Queijo no Café (BR) Queijo ao Pequeno-Almoço (PT)" "Breakfast Cheese"         | Scott O'Brien               | James Krieg | 22 de janeiro de 2014 12 de maio de 2014                              | 1.57                   |
| Estelar tenta deixar os Titãs com uma atitude mais positiva. |                  |                                                                                |                             | |                                                                       |                        |
| 39 | 39               | "Waffles (BR / PT)" "Waffles"                                                  | Luke Cormican               | John Loy | 5 de fevereiro de 2014 19 de maio de 2014 26 de novembro de 2014      | 1.76                   |
| Mutano e Cyborg irritam os outros repetindo a frase "Waffles". |                  |                                                                                |                             | |                                                                       |                        |
| 40 | 40               | "Seja Minha Amada (BR) Sê Minha (PT)" "Be Mine"                                | Peter Rida Michail          | John Loy | 12 de fevereiro de 2014 2 de junho de 2014                            | 2.01                   |
| Ravena descobre que Terra retornou para se vingar de Mutano e tenta acabar com esta situação. Enquanto isso, Robin se declara para Estelar como seu namorado. |                  |                                                                                |                             | |                                                                       |                        |
| 41 | 41               | "Opostos (BR / PT)" "Opposites"                                                | Scott O'Brien               | Steve Borst | 19 de fevereiro de 2014 26 de maio de 2014 26 de novembro de 2014     | 1.87                   |
| Cyborg está com uma quedinha por Jinx e ela por ele. Cyborg e Jinx guardam segredo dos outros Titãs e da COLMEIA, para que eles não descubram que eles estão namorando. Mas o combinado é descoberto pelo líder dos Titãs, Robin e da COLMEIA, Chip. Nesse ínterim, os Titãs se tornam vilões e a COLMEIA se tornam super-heróis, mas Jinx e Cyborg acabam brigando, mas no final, eles reatam. |                  |                                                                                |                             | |                                                                       |                        |
| 42 | 42               | "Pássaros (BR / PT)" "Birds"                                                   | Luke Cormican               | Sean Kreiner, Jeff Mediknow, Dave Stone & John Loy                                                                               | 26 de fevereiro de 2014 9 de junho de 2014                            | 1.77                   |
| Depois que Robin limpa a chaminé com radioatividade, os pássaros que viviam no telhado viram pessoas musculosas. |                  |                                                                                |                             | |                                                                       |                        |
| 43 | 43               | "Comida para o Cérebro (BR / PT)" "Brain Food"                                 | Aaron Horvath Scott O'Brien | John Loy | 5 de março de 2014 16 de junho de 2014                                | 1.86                   |
| Mutano fica triste ao saber que não é inteligente e fazer coisas que comprovem isso, como puxar a porta da biblioteca em vez de empurrar. Nesse ínterim, Mutano descobre um feitiço de inteligência no livro de feitiços de Ravena. Mutano transforma todos os Titãs em burros, para eles acharem que ele é inteligente de verdade.                                                             |                  |                                                                                |                             | |                                                                       |                        |
| 44 | 44               | "Vapt Vupt (BR) Dentro e Fora (PT)" "In and Out"                               | Aaron Horvath               | John Loy | 12 de março de 2014 23 de junho de 2014                               | 1.74                   |
| Robin resolve se infiltrar na COLMEIA como Red X, mas acaba gostando do lugar. Nesse ínterim, o resto dos Titãs se disfarçam de super vilões e acabando explodindo a torre H. Nesse ínterim, a COLMEIA se hospeda na torre dos Titãs e os mesmos julgam o estilo de vida deles. |                  |                                                                                |                             | |                                                                       |                        |
| 45 | 45               | "Amiguinhos (BR) Pequenos Amigos (PT)" "Little Buddies"                        | Luke Cormican               | John Loy | 19 de março de 2014 30 de junho de 2014 4 de dezembro de 2014         | 1.64                   |
| Cyborg faz amizade com o Robô Dor do Irmão Sangue e decide mantê-lo como um "amiguinho". |                  |                                                                                |                             | |                                                                       |                        |
| 46 | 46               | "Desaparecida (BR) Desapareceu (PT)" "Missing"                                 | Luke Cormican               | Amy Wolfram | 26 de março de 2014 7 de julho de 2014 4 de dezembro de 2014          | 1.67                   |
| Estelar procura desesperadamente por Silkie, com a ajuda de Ravena. |                  |                                                                                |                             | |                                                                       |                        |
| 47 | 47               | "Piadas de Tiozão (BR) Piadas de Tio (PT)" "Uncle Jokes"                       | Luke Cormican               | John Loy | 9 de abril de 2014 14 de julho de 2014 28 de novembro de 2014         | N/A                    |
| Cyborg e Mutano tentam transformar Estelar em uma comediante assim como eles. |                  |                                                                                |                             | |                                                                       |                        |
| 48 | 48               | "Mais e Menos (BR) Más e Menos (PT)" "Más y Menos"                             | Peter Rida Michail          | John Loy | 16 de abril de 2014 21 de julho de 2014 28 de novembro de 2014        | N/A                    |
| Os espanhóis gêmeos supervelozes Mais e Menos pedem que Robin os treine. Nesse ínterim, Robin distrai Menos dizendo que Mais está no hospital. |                  |                                                                                |                             | |                                                                       |                        |
| 49 | 49               | "Sonhos (BR / PT)" "Dreams"                                                    | Peter Rida Michail          | Guy Stevenson | 23 de abril de 2014 28 de julho de 2014 1 de dezembro de 2014         | 1.84                   |
| O episódio mostra os Titãs revivendo cada sonho deles durante a noite, enquanto dormem. |                  |                                                                                |                             | |                                                                       |                        |
| 50 | 50               | "Voz da Vovó (BR) Voz de Avó (PT)" "Grandma Voice"                             | Scott O'Brien               | John Loy | 30 de abril de 2014 20 de outubro de 2014 1 de dezembro de 2014       | 1.52                   |
| Cyborg faz o papel de uma velhinha bondosa para o pessoal da torre. |                  |                                                                                |                             | |                                                                       |                        |
| 51 | 51               | "Mágica de Verdade (BR) Mágica Verdadeira (PT)" "Real Magic"                   | Aaron Horvath               | Amy Wolfram | 14 de maio de 2014 3 de novembro de 2014 16 de dezembro de 2014       | N/A                    |
| Ravena se irrita com os truques de mágica do Robin. |                  |                                                                                |                             | |                                                                       |                        |
| 52 | 52               | "O Mago dos Fantoches (BR) Marionetas o Quê? (PT)" "Puppets, Whaaaaat?"        | Luke Cormican               | John Loy | 5 de junho de 2014 10 de novembro de 2014 16 de dezembro de 2014      | N/A                    |
| Robin e os outros Titãs são transformados em fantoches, e eles precisam retornar às suas formas originais imediatamente. |                  |                                                                                |                             | |                                                                       |                        |

### 2ª Temporada (2014–2015)
| Episódio (série) | Episódio (temp.) | Título | Dirigido por       | Escrito por                                                              | Exibição original                                                   | Audiência (em milhões) |
| --- | ---------------- | --- | ------------------ | ------------------------------------------------------------------------ | ------------------------------------------------------------------- | ---------------------- |
| 53 | 1                | "Minha Irmã é uma Parada (BR) Sr. Rabo (PT)" "Mr. Butt"                                                                                     | Luke Cormican      | John Loy                                                                 | 12 de junho de 2014 17 de novembro de 2014                          | 1.76                   |
| A 'irmã' da Estelar, Estrela Negra chega na terra e causa problemas na torre dos Titãs. Nesse ínterim, Estrela Negra pinta o cabelo de Estelar de preto e veste ela igual a si, somente pra pôr a irmã na cadeia no lugar de si. |                  | |                    |                                                                          |                                                                     |                        |
| 54 | 2                | "Coisa de Macho (BR) Pessoa Homem (PT)" "Man Person"                                                                                        | Luke Cormican      | Merrill Hagan                                                            | 19 de junho de 2014 24 de novembro de 2014                          | 1.84                   |
| Mutano acha que ter uma cicatriz no rosto pode ser bem maneiro. |                  | |                    |                                                                          |                                                                     |                        |
| 55 | 3                | "Piratas (BR / PT)" "Pirates" | Luke Cormican      | Adam Tierney                                                             | 26 de junho de 2014 1 de dezembro de 2014                           | 2.18                   |
| Aqualad se apaixona por Ravena e deixa Mutano com ciúmes. |                  | |                    |                                                                          |                                                                     |                        |
| 56 | 4                | "Vovó Bufunfa (BR) Avózinha do Dinheiro (PT)" "Money Grandma"                                                                               | Luke Cormican      | Merrill Hagan                                                            | 3 de julho de 2014 29 de agosto de 2015                             | 1.96                   |
| Robin faz uma propaganda difamando os outros Titãs na intenção de ser eleito líder da equipe. Nesse ínterim, Ravena constrói uma máquina do tempo trazendo de 1776, o presidente George Washington para dar lições no Robin para o mesmo aprender como é ser um líder. Depois, Robin entra na máquina de Ravena e muda a história do George Washington e o seu rosto cunhado no dólar do Cyborg. |                  | |                    |                                                                          |                                                                     |                        |
| 57 | 5                | "De Olho em Você (BR) Tenho-te Debaixo de Olho (PT)" "I See You"                                                                            | Peter Rida Michail | Merrill Hagan                                                            | 24 de julho de 2014 8 de dezembro de 2014                           | 1.95                   |
| Robin tenta ensinar para Estelar a grande arte da tocaia. |                  | |                    |                                                                          |                                                                     |                        |
| 58 | 6                | "Brian: Resgate Surpresa (BR) Brian (PT)" "Brian"                                                                                           | Peter Rida Michail | John Loy                                                                 | 31 de julho de 2014 15 de dezembro de 2014                          | 1.96                   |
| Bumerangue e sua gangue se unem para salvar os Titãs. |                  | |                    |                                                                          |                                                                     |                        |
| 59 | 7                | "Natureza (BR / PT)" "Nature" | Peter Rida Michail | Merrill Hagan                                                            | 7 de agosto de 2014 22 de dezembro de 2014                          | 2.12                   |
| Mutano perde os seus poderes e passa a viver na natureza. |                  | |                    |                                                                          |                                                                     |                        |
| 60 | 8                | "Na Terceira Idade (BR) Velhotes Malandros (PT)" "Salty Codgers"                                                                            | Peter Rida Michail | John Loy                                                                 | 14 de agosto de 2014 29 de dezembro de 2014                         | 1.69                   |
| Após tentarem impedir Mad Mod de roubar a juventude das pessoas, os Titãs acabam envelhecendo, menos Ravena, que começa a se apaixonar pela terceira idade deles, no fim os Titãs morrem e Ravena tenta fazer algo. |                  | |                    |                                                                          |                                                                     |                        |
| 61 | 9                | "Conhecimento (BR / PT)" "Knowledge" | Luke Cormican      | Justin Becker                                                            | 21 de agosto de 2014 6 de abril de 2015                             | 1.85                   |
| Um feitiço de Ravena torna Estelar superinteligente. Então quando por exemplo, quando os Titãs falam em praia, Estelar diz 40% dos lagos são poluídos e inapropriados para atividades recreativas. |                  | |                    |                                                                          |                                                                     |                        |
| 62 | 10               | "Festa do Pijama (BR) Festa de Pijama (PT)" "Slumber Party"                                                                                 | Peter Rida Michail | Ben Joseph                                                               | 28 de agosto de 2014 25 de maio de 2015 30 de março de 2015         | 1.72                   |
| Os Titãs organizam uma festa do pijama para ajudar Ciborgue a enfrentar seu medo do escuro. |                  | |                    |                                                                          |                                                                     |                        |
| 63 | 11               | "Amo Monstros (BR) Monstros do Amor (PT)" "Love Monsters"                                                                                   | Ben Joseph         | Peter Rida Michail                                                       | 4 de setembro de 2014 13 de abril de 2015                           | 2.27                   |
| Estelar se afeiçoa a criaturinhas graciosas, que na verdade são terríveis demônios. |                  | |                    |                                                                          |                                                                     |                        |
| 64 | 12               | "Mãos de Bebê (BR) Mãos de Bebé (PT)" "Baby Hands"                                                                                          | Luke Cormican      | Amy Wolfram                                                              | 11 de setembro de 2014 20 de abril de 2015                          | 2.20                   |
| Os Titãs perdem a memória, dando a Robin uma chance de treiná-los novamente. |                  | |                    |                                                                          |                                                                     |                        |
| 65 | 13               | "Maçãs Carameladas (BR) Maçãs Caramelizadas (PT)" "Caramel Apples"                                                                          | Luke Cormican      | John Loy                                                                 | 18 de setembro de 2014 23 de abril de 2015                          | 1.92                   |
| Estelar e Trigon se tornam amigos, deixando Ravena com ciúmes. |                  | |                    |                                                                          |                                                                     |                        |
| 66 | 14               | "Ladrão de Sanduíche (BR) Ladrão de Sanduiches (PT)" "Sandwich Thief"                                                                       | Peter Rida Michail | Ben Joseph                                                               | 25 de setembro de 2014 27 de abril de 2015                          | 2.46                   |
| Robin procura o responsável por roubar seu sanduíche. Censura em Portugal: Cena onde Beast Boy cospe Robin cortado |                  | |                    |                                                                          |                                                                     |                        |
| 67 | 15               | "Amizade (BR / PT)" "Friendship" | Luke Cormican      | Merrill Hagan                                                            | 2 de outubro de 2014 4 de maio de 2015 26 de março de 2015          | 1.98                   |
| Os Titãs são enviados para dentro do desenho "Pretty Pretty Pegasus" pelo Maluco do Controle. |                  | |                    |                                                                          |                                                                     |                        |
| 68 | 16               | "Legumes (BR) Vegetais (PT)" "Vegetables"                                                                                                   | Peter Rida Michail | Ben Joseph                                                               | 9 de outubro de 2014 11 de maio de 2015 26 de março de 2015         | 2.10                   |
| Mutano convence seus companheiros a se tornarem vegetarianos. |                  | |                    |                                                                          |                                                                     |                        |
| 69 | 17               | "A Máscara (BR / PT)" "The Mask" | Luke Cormican      | Miles Hindman & Derek Iversen (história) J.M. DeMatteis (teleplay)       | 16 de outubro de 2014 18 de maio de 2015 30 de março de 2015        | 2.71                   |
| Todos querem saber o que se esconde por trás da máscara de Robin. |                  | |                    |                                                                          |                                                                     |                        |
| 70 | 18               | "Assunto Sério (BR / PT)" "Serious Business"                                                                                                | Peter Rida Michail | John Loy                                                                 | 23 de outubro de 2014 1 de junho de 2015 31 de março de 2015        | 1.83                   |
| Robin observa que os Titãs têm passado tempo demais no banheiro, e institui um limite de uso de cinco minutos. |                  | |                    |                                                                          |                                                                     |                        |
| 71 | 19               | "O Dia das Bruxas (BR) Dia das Bruxas (PT)" "Halloween"                                                                                     | Peter Rida Michail | John Loy                                                                 | 30 de outubro de 2014 26 de outubro de 2015                         | 1.80                   |
| Ravena tenta fazer seus companheiros entrarem no clima do Dia das Bruxas. |                  | |                    |                                                                          |                                                                     |                        |
| 72 | 20               | "Garotos Contra Garotas (BR) Rapazes Contra Raparigas (PT)" "Boys vs. Girls"                                                                | Jeff Mediknow      | John Loy                                                                 | 6 de novembro de 2014 15 de junho de 2015 25 de março de 2015       | 2.01                   |
| A equipe se divide para provar quem é melhor: meninos ou meninas. |                  | |                    |                                                                          |                                                                     |                        |
| 73 | 21               | "Aventura no Corpo (BR) Aventura Corporal (PT)" "Body Adventure"                                                                            | Luke Cormican      | Ben Joseph                                                               | 13 de novembro de 2014 22 de junho de 2015 25 de março de 2015      | 1.87                   |
| Robin decide encolher os outros Titãs para enfrentar um vírus que deixou Ciborgue doente. |                  | |                    |                                                                          |                                                                     |                        |
| 74 | 22               | "Pé na Estrada (BR) Uma Longa Viagem (PT)" "Road Trip"                                                                                      | Peter Rida Michail | Marly Halpern Glaser                                                     | 20 de novembro de 2014 28 de junho de 2015                          | 1.83                   |
| Ciborgue leva seus companheiros em uma viagem de carro, mas todo tipo de imprevisto acontece. |                  | |                    |                                                                          |                                                                     |                        |
| 75 | 23               | "Ação de Graças (BR / PT)" "Thanksgiving"                                                                                                   | Luke Cormican      | Ben Joseph                                                               | 26 de novembro de 2014 8 de junho de 2015 31 de março de 2015       | 2.81                   |
| Robin prepara o jantar de Ação de Graças para Batman, mas nada sai conforme o planejado. |                  | |                    |                                                                          |                                                                     |                        |
| 76 | 24               | "O Melhor Robin (BR / PT)" "The Best Robin"                                                                                                 | Jeff Medkinow      | Ben Joseph                                                               | 4 de dezembro de 2014 3 de outubro de 2015                          | 2.17                   |
| Cansado da preguiça dos Titãs, Robin forma seu próprio esquadrão de Robins. |                  | |                    |                                                                          |                                                                     |                        |
| 77 | 25               | "Na Base do Assobio (BR) O Assobio (PT)" "Mouth Hole"                                                                                       | Merrill Hagan      | Jeff Medkinow                                                            | 8 de janeiro de 2015 29 de junho de 2015 1 de abril de 2015         | 2.42                   |
| Os Titãs ajudam Robin a aprender a assobiar. |                  | |                    |                                                                          |                                                                     |                        |
| 78 | 26               | "O Sujismundo (BR) Lixo Quente (PT)" "Hot Garbage"                                                                                          | Luke Cormican      | John Loy                                                                 | 15 de janeiro de 2015 20 de julho de 2015 1 de abril de 2015        | 1.73                   |
| Os Titãs exigem que Mutano arrume seu quarto, e ele mostra por que ele está, literalmente, entulhado de lixo. |                  | |                    |                                                                          |                                                                     |                        |
| 79 | 27               | "O Oposto do Robin (BR) Robin ao Contrário (PT)" "Robin Backwards"                                                                          | Luke Cormican      | Caldwell Tanner                                                          | 22 de janeiro de 2015 20 de julho de 2015 1 de abril de 2015        | 2.15                   |
| Os Titãs encontram Nibor, o Robin do Mundo Bizarro. |                  | |                    |                                                                          |                                                                     |                        |
| 80 | 28               | "Deu a Louca (BR) Dia da Loucura (PT)" "Crazy Day"                                                                                          | Jeff Mediknow      | John Loy                                                                 | 29 de janeiro de 2015 27 de julho de 2015 9 de novembro de 2015     | 2.11                   |
| Ravena tenta não se deixar dominar pela loucura enquanto os outros decidem quem dos Titãs é o mais maluco. |                  | |                    |                                                                          |                                                                     |                        |
| 81 | 29               | "Ossos do Sorriso (BR) Ossos Para Sorrir (PT)" "Smile Bones"                                                                                | Peter Rida Michail | Marly Halpern Glaser                                                     | 5 de fevereiro de 2015 27 de julho de 2015 12 de novembro de 2015   | 2.22                   |
| Mutano e Ciborgue ensinam os outros Titãs a comer exageradamente. |                  | |                    |                                                                          |                                                                     |                        |
| 82 | 30               | "Aventuras de um Garoto de Verdade (BR) Aventuras Para Um Rapaz a Sério (PT)" "Real Boy Adventures"                                         | Peter Rida Michail | Ben Joseph                                                               | 12 de fevereiro de 2015 3 de agosto de 2015 12 de novembro de 2015  | 1.98                   |
| Ravena usa sua magia para deixar Ciborgue completamente humano novamente. |                  | |                    |                                                                          |                                                                     |                        |
| 83 | 31               | "Água da Mangueira (BR / PT)" "Hose Water"                                                                                                  | Jeff Mediknow      | Ben Gruber                                                               | 19 de fevereiro de 2015 3 de agosto de 2015 11 de novembro de 2015  | 2.30                   |
| Ciborgue e Estelar encontram e cuidam de um filhote de passarinho. |                  | |                    |                                                                          |                                                                     |                        |
| 84 | 32               | "Vamos Ser Sérios (BR) Vamos Ficar Sérios (PT)" "Let's Get Serious"                                                                         | Peter Rida Michail | Michael Jelenic & Aaron Horvath                                          | 26 de fevereiro de 2015 10 de agosto de 2015 10 de novembro de 2015 | 2.33                   |
| Robin reclama dos Titãs por não levarem nada a sério, e eles decidem mudar radicalmente de atitude. |                  | |                    |                                                                          |                                                                     |                        |
| 85 | 33               | "Férias em Tamaran (BR) Férias Tamarianas (PT)" "Tamaranian Vacation"                                                                       | Luke Cormican      | Amy Wolfram                                                              | 5 de março de 2015 17 de agosto de 2015 10 de novembro de 2015      | 2.22                   |
| Os Titãs visitam Tamaran, o planeta natal de Estelar. Eles são barrados mas Estelar convence os guardas a deixar eles entrarem. |                  | |                    |                                                                          |                                                                     |                        |
| 86 | 34               | "Apaixonados (BR) Pedras e Água (PT)" "Rocks and Water"                                                                                     | Luke Cormican      | Ben Joseph                                                               | 12 de março de 2015 17 de agosto de 2015 16 de novembro de 2015     | 1.97                   |
| Mutano descobre que Terra está saindo com Aqualad, ex-namorado de Ravena. Ela e Mutano, então, fingem estar namorando para se vingar. No final, Aqualad e Terra brigam e rompem. |                  | |                    |                                                                          |                                                                     |                        |
| 87 | 35               | "Herói com Vários Poderes (BR) Saber Fazer Tudo (PT)" "Multiple Trick Pony"                                                                 | James Krenzke      | Ben Joseph                                                               | 19 de março de 2015 24 de agosto de 2015 16 de novembro de 2015     | 1.89                   |
| Kid Flash quer entrar para os Titãs, mas Robin acha que o único talento dele é ser super-rápido. Robin apostou várias corridas com Kid Flash, mas Kid Flash sempre ganhava. |                  | |                    |                                                                          |                                                                     |                        |
| 88 | 36               | "Justiça, Verdade e o Quê? (BR) Verdade, Justiça e o Quê? (PT)" "Truth, Justice and What?"                                                  | Peter Rida Michail | Michael Jelenic e Aaron Horvath                                          | 26 de março de 2015 31 de agosto de 2015 17 de novembro de 2015     | 1.85                   |
| Os Titãs demonstram seu amor por pizza. |                  | |                    |                                                                          |                                                                     |                        |
| 89 | 37               | "Dois Zangões e Uma Vespa (BR) Duas Abelhas e Uma Vespa (PT)" "Two Bumble Bees and a Wasp"                                                  | Luke Cormican      | Ben Gruber                                                               | 2 de abril de 2015 14 de setembro de 2015 18 de novembro de 2015    | 1.95                   |
| Quando Robin tenta fazer os Titãs respeitarem mais o dinheiro, ele acaba aprendendo uma lição. Nesse ínterim, Mutano fica rico mas seu padrão monetário são abelhas e ele acabando sendo picado por elas. |                  | |                    |                                                                          |                                                                     |                        |
| 90 | 38               | "Sem Televisão (BR) Bidões de Óleo (PT)" "Oil Drums"                                                                                        | Peter Rida Michail | Michael Jelenic e Aaron Horvath                                          | 9 de abril de 2015 21 de setembro de 2015 18 de novembro de 2015    | 2.23                   |
| Cyborg está ansioso para uma maratona de séries de TV dos anos 80, mas ele perdeu o controle remoto. Nesse ínterim, os Titãs passam por poucas e boas para encontrar o controle remoto. |                  | |                    |                                                                          |                                                                     |                        |
| 91 | 39               | "Referências de Video Game (BR) Referências de Vídeo Jogos (PT)" "Video Game References"                                                    | Luke Cormican      | Michael Jelenic e Aaron Horvath                                          | 16 de abril de 2015 28 de setembro de 2015 19 de novembro de 2015   | 1.80                   |
| Os Titãs ficam presos em diferentes mundos de videogames. |                  | |                    |                                                                          |                                                                     |                        |
| 92 | 40               | "Escola Descolada (BR) Escola Fixe (PT)" "Cool School"                                                                                      | Peter Rida Michail | Michael Jelenic e Aaron Horvath (história) Josephine Campbell (teleplay) | 23 de abril de 2015 5 de outubro de 2015 19 de novembro de 2015     | 2.02                   |
| Rose Wilson escapa da prisão para derrotar os Titãs. |                  | |                    |                                                                          |                                                                     |                        |
| 93 | 41               | "Chutar uma Bola Fingindo Estar Machucado (BR) Dar Pontapés numa Bola e Fingir Estar Magoado (PT)" "Kicking a Ball & Pretending to Be Hurt" | James Krenzke      | Aaron Horvath e Michael Jelenic                                          | 30 de abril de 2015 12 de outubro de 2015 23 de novembro de 2015    | 1.75                   |
| Robin ensina os Titãs a jogarem futebol. Então, os Titãs se apaixonam pelo esporte e acabam num desafio com um vilão chamado Gol fazendo trapaça com magia para fazer as pessoas adorarem o futebol brasileiro. |                  | |                    |                                                                          |                                                                     |                        |
| 94 | 42               | "Cabeça de Fruta (BR) Fruta da Cabeça (PT)" "Head Fruit"                                                                                    | James Krenzke      | Aaron Horvath e Michael Jelenic                                          | 7 de maio de 2015 19 de outubro de 2015 23 de novembro de 2015      | 2.15                   |
| Quando a cabeça de Mutano começa a chacoalhar, Robin sugere que ele encontre um passatempo para esfriar a cabeça. Nesse ponto, Mutano fica com uma árvore na cabeça como consequência por não seguir as ordens de Robin. |                  | |                    |                                                                          |                                                                     |                        |
| 95 | 43               | "Febre do Anuário (BR) Loucura do Livro do Ano (PT)" "Yearbook Madness"                                                                     | Jeff Mednikow      | Merrill Hagan                                                            | 14 de maio de 2015 10 de agosto de 2015 11 de novembro de 2015      | 1.56                   |
| Mutano e Ciborgue decidem criar um anuário para os Titãs. |                  | |                    |                                                                          |                                                                     |                        |
| 96 | 44               | "Mutano Adulto (BR) Beast Homem (PT)" "Beast Man"                                                                                           | Luke Cormican      | Caldwell Tanner                                                          | 29 de junho de 2015 7 de setembro de 2015 17 de novembro de 2015    | 2.28                   |
| Os Titãs descobrem que Mutano tem o poder de se tornar adulto. Mas na verdade aquilo foi um feitiço do vilão O Patrão que obrigou o Mutano a agir como um adulto e fazendo coisas que são feitas por um como comprar um carro, ter dinheirinho extra para pagar, etc... Nesse ínterim, Mutano trabalha de programador dos papéis e então os Titãs derrotam o vilão.                              |                  | |                    |                                                                          |                                                                     |                        |
| 97 | 45               | "Operação Homem de Lata (BR / PT)" "Operation Tin Man"                                                                                      | Luke Cormican      | Merrill Hagan                                                            | 30 de junho de 2015 2 de novembro de 2015 24 de novembro de 2015    | 2.30                   |
| Gizmo e sua gangue raptam Ciborgue e os Titãs correm para resgatá-lo. |                  | |                    |                                                                          |                                                                     |                        |
| 98 | 46               | "Nean: Mais ou Menos Má (BR) Moa (PT)" "Nean"                                                                                               | Peter Rida Michail | Ben Gruber                                                               | 1 de julho de 2015 9 de novembro de 2015 24 de novembro de 2015     | 2.27                   |
| Ravena fica boazinha com todos na torre dos Titãs devido a uma maldição de seu pai. |                  | |                    |                                                                          |                                                                     |                        |
| 99 | 47               | "Histórias de Acampamento (BR) Histórias à Fogueira (PT)" "Campfire Stories"                                                                | Peter Rida Michail | Michael Jelenic e Aaron Horvath                                          | 2 de julho de 2015 16 de novembro de 2015 25 de novembro de 2015    | 2.22                   |
| Os Titãs decidem acampar na floresta e ficam contando histórias de terror. |                  | |                    |                                                                          |                                                                     |                        |
| 100 | 48               | "Mundo Silêncioso (BR) E o Prémio Para Sonoplastia Vai Para o Rob (PT)" "And the Award for Sound Design Goes to Rob"                        | Peter Rida Michail | Michael Jelenic e Aaron Horvath                                          | 3 de julho de 2015 21 de dezembro de 2015 23 de novembro de 2015    | 2.35                   |
| Os Titãs começam a fazer novos sons depois que Ravena pediu pro Sussurro tirar todos os sons barulhentos. |                  | |                    |                                                                          |                                                                     |                        |
| 101 | 49               | "Provocação Geral (BR) Dá Cá Mais Cinco (PT)" "The HIVE Five"                                                                               | Luke Cormican      | Michael Jelenic e Aaron Horvath                                          | 27 de julho de 2015 23 de novembro de 2015 25 de novembro de 2015   | 2.04                   |
| Os Titãs atrapalham o dia de folga dos seus inimigos. |                  | |                    |                                                                          |                                                                     |                        |
| 102 | 50               | "O Retorno de Slade (BR) O Regresso de Slade (PT)" "The Return of Slade"                                                                    | Luke Cormican      | Michael Jelenic e Aaron Horvath                                          | 28 de julho de 2015 30 de novembro de 2015 26 de novembro de 2015   | 2.15                   |
| Um palhaço é transformado em um vilão pelo Mutano e Ciborgue e tudo para entreter a população da cidade. |                  | |                    |                                                                          |                                                                     |                        |
| 103 | 51               | "A Mesma Coisa (BR) Mais do Mesmo (PT)" "More of the Same"                                                                                  | James Krenzke      | Michael Jelenic e Aaron Horvath                                          | 29 de julho de 2015 14 de dezembro de 2015 26 de novembro de 2015   | 2.26                   |
| Robin e os Titãs ensaiam para a chegada do ano novo. |                  | |                    |                                                                          |                                                                     |                        |
| 104 | 52               | "Algumas Partes Deles (BR) Soma das Partes (PT)" "Some of Their Parts"                                                                      | James Krenzke      | Adam Tierney                                                             | 30 de julho de 2015 28 de dezembro de 2015 23 de novembro de 2015   | 2.08                   |
| Robin usa o prisma para saber quais partes dos Titãs tem um jeito mais heroico. |                  | |                    |                                                                          |                                                                     |                        |

### 3ª Temporada (2015–2016)
| Episódio (série) | Episódio (temp.) | Título | Dirigido por                                        | Escrito por                                         | Exibição original                                                     | Audiência (em milhões) |
| --- | ---------------- | --- | --------------------------------------------------- | --------------------------------------------------- | --------------------------------------------------------------------- | ---------------------- |
| 105 | 1                | "Paixão de Gatos (BR) Amor de Gato (PT)" "Cat's Fancy" | Peter Rida Michail                                  | Ben Gruber                                          | 31 de julho de 2015 4 de maio de 2016 2 de maio de 2016               | 1.65                   |
| Estelar tem um afeto muito grande por gatos e Robin acha que a melhor forma de conseguir o amor dela, é se disfarçando como um gato. Embora seja fofinha e engraçada, isso incomoda os Titãs, principalmente Ravena. |                  | |                                                     |                                                     |                                                                       |                        |
| 106 | 2                | "Dia das Pernas (BR / PT)" "Leg Day" | Luke Cormican                                       | Ben Gruber                                          | 6 de agosto de 2015 7 de junho de 2016 3 de maio de 2016              | 1.65                   |
| Os Titãs resolvem exercitar as suas pernas para torná-las mais fortes. |                  | |                                                     |                                                     |                                                                       |                        |
| 107 | 3                | "A Dignidade dos Dentes (BR / PT)" "Dignity of Teeth" | Noel Belknap                                        | Ben Gruber                                          | 13 de agosto de 2015 4 de abril de 2016 9 de maio de 2016             | 1.83                   |
| Mutano fica rico ao trocar os dentes por muito dinheiro. Nesse ínterim, Mutano começa a perder seus dentes de propósito. Os Titãs perdem os seus dentes de propósito para conseguirem dinheiro da fada dos dentes e somente Ravena deve impedí-los. |                  | |                                                     |                                                     |                                                                       |                        |
| 108 | 4                | "Croissant" | Noel Belknap                                        | Ben Gruber                                          | 20 de agosto de 2015 11 de abril de 2016 10 de maio de 2016           | 1.76                   |
| Mutano decide experimentar o poder metamórfico. |                  | |                                                     |                                                     |                                                                       |                        |
| 109 | 5                | "Jogo Apimentado (BR) Mundo do Picante (PT)" "Spice Game" | Luke Cormican                                       | Caldwell Tanner                                     | 27 de agosto de 2015 18 de abril de 2016 17 de junho de 2016          | 1.46                   |
| Os Titãs ficam viciados em se alimentar apenas de pimentas ardentes e cabe a Robin de ensinar a eles uma lição valiosa. |                  | |                                                     |                                                     |                                                                       |                        |
| 110 | 6                | "Eu Sou o Molho (BR) Sou o Molho (PT)" "I'm the Sauce" | Bryan Newton                                        | Caldwell Tanner                                     | 3 de setembro de 2015 25 de abril de 2016 12 de maio de 2016          | 1.50                   |
| Os Titãs acham que o motivo de ficar o tempo todo chovendo é por causa das lágrimas das nuvens e eles tentam animá-las até o tempo voltar a ficar ensolarado. |                  | |                                                     |                                                     |                                                                       |                        |
| 111 | 7                | "Ei, Você, Não Se Esqueça de Mim Nas Suas Lembranças (BR) Ei, Não te Esqueças de Mim nas Tuas Memórias (PT)" "Hey You, Don't Neglect Me in Your Memory"           | Luke Cormican                                       | Ben Gruber                                          | 10 de setembro de 2015 9 de maio de 2016 16 de maio de 2016           | 1.51                   |
| Os Titãs começam seu primeiro dia de aula na escola. |                  | |                                                     |                                                     |                                                                       |                        |
| 112 | 8                | "Aceite a Próxima Proposta que Ouvir (BR) Aceita a Próxima Proposta que Ouvires (PT)" "Accept the Next Proposition You Hear"                                      | Bryan Newton                                        | H. Caldwell Tanner                                  | 19 de outubro de 2015 2 de maio de 2016 19 de maio de 2016            | 1.68                   |
| Robin tenta ensinar os Titãs a tomarem decisões mais simples. |                  | |                                                     |                                                     |                                                                       |                        |
| 113 | 9                | "A Quarta Parede (BR / PT)" "The Fourth Wall" | Peter Rida Michail                                  | Michael Jelenic e Aaron Horvath                     | 20 de outubro de 2015 30 de maio de 2016 11 de maio de 2016           | 1.49                   |
| O Maluco do Controle ameaça acabar com o desenho dos Titãs, se eles não melhorarem a qualidade. |                  | |                                                     |                                                     |                                                                       |                        |
| 114 | 10               | "40%, 40%, 20%" | Peter Rida Michail                                  | Ben Gruber                                          | 21 de outubro de 2015 23 de maio de 2016 18 de maio de 2016           | 1.53                   |
| Ciborgue descobre que seu poder vem de sua canção favorita, The Night Begins to Shine. |                  | |                                                     |                                                     |                                                                       |                        |
| 115 | 11               | "Contos de Grube (BR) Contos de Fadas (PT)" "Grube's Fairytales"                                                                                                  | Noel Belknap                                        | Ben Gruber                                          | 22 de outubro de 2015 16 de maio de 2016 4 de maio de 2016            | 1.54                   |
| Os Titãs atrapalham os contos de fadas de Robin para que cada um deles possam contar suas próprias releituras das histórias. |                  | |                                                     |                                                     |                                                                       |                        |
| 116 | 12               | "Uma Farsa (BR / PT)" "A Farce" | Bryan Newton                                        | Ben Gruber                                          | 23 de outubro de 2015 27 de outubro de 2016 5 de maio de 2016         | 1.42                   |
| O Irmão Sangue leva os Titãs a julgamento pela destruição de Jump City. |                  | |                                                     |                                                     |                                                                       |                        |
| 117 | 13               | "Dança da Figura Assustadora (BR) Dança das Figuras Assustadoras (PT)" "Scary Figure Dance"                                                                       | Luke Cormican                                       | Ben Joseph                                          | 29 de outubro de 2015 6 de junho de 2016 31 de outubro de 2016        | 1.59                   |
| Os fantasmas dos Titãs decidem assombrar o quinteto depois que os eles explodem uma fábrica de doces e acabam com o Dia das Bruxas dos heróis. |                  | |                                                     |                                                     |                                                                       |                        |
| 118 | 14               | "Animais, é Só uma Palavra (BR / PT)" "Animals, It's Just a Word!"                                                                                                | Noel Belknap                                        | Ben Gruber                                          | 5 de novembro de 2015 13 de junho de 2016 23 de maio de 2016          | 1.53                   |
| Mutano doa seu sangue para os Titãs, transformando-os em diferentes animais. |                  | |                                                     |                                                     |                                                                       |                        |
| 119 | 15               | "Aniversário do Mutano (BR) Aniversário do BB (PT)" "BBBDAY!" | Bryan Newton                                        | Ben Gruber                                          | 12 de novembro de 2015 27 de junho de 2016 24 de maio de 2016         | 1.81                   |
| Mutano fica deprimido quando os outros Titãs aparentemente esquecem do seu aniversário. |                  | |                                                     |                                                     |                                                                       |                        |
| 120 | 16               | "Black Friday" | Peter Rida Michail                                  | Ben Gruber                                          | 19 de novembro de 2015 20 de junho de 2016 25 de maio de 2016         | 1.48                   |
| Estelar descobre o verdadeiro espírito das liquidações de Black Friday. |                  | |                                                     |                                                     |                                                                       |                        |
| 121–122 | 17–18            | "Duas Partes (BR) Em Duas Partes (PT)" "Two Parter" | Noel Belknap e Luke Cormican                        | Michael Jelenic, Aaron Horvath e Ben Gruber         | 25 de novembro de 2015 27 de junho de 2016 30 de maio de 2016         | 2.13                   |
| Parte 1: Os Titãs decidem se refrescar na piscina da Liga da Justiça mas descobrem que a Liga foi raptada por Darkseid e somente eles podem salvar os maiores heróis da Terra. Parte 2: Após descobrirem que Darkseid raptou a Liga da Justiça os Titãs vão até o planeta de Darkseid para derrota-lo e salvar a Liga da Justiça. No final mostra 25 anos depois que Ciborgue entrou para Liga da Justiça. |                  | |                                                     |                                                     |                                                                       |                        |
| 123 | 19               | "O Verdadeiro Sentido do Natal (BR) O Verdadeiro Significado do Natal (PT)" "The True Meaning of Christmas"                                                       | Peter Rida Michail                                  | Ben Gruber                                          | 3 de dezembro de 2015 4 de dezembro de 2017 24 de dezembro de 2016    | 1.50                   |
| Os Titãs viajam até o Polo Norte para obrigar o Papai Noel a lhes dar os presentes que eles querem. |                  | |                                                     |                                                     |                                                                       |                        |
| 124 | 20               | "Amassa e Estica (BR) Esmaga e Estica (PT)" "Squash and Stretch"                                                                                                  | Bryan Newton                                        | Ben Gruber                                          | 7 de janeiro de 2016 6 de outubro de 2016 26 de maio de 2016          | 1.32                   |
| Os Titãs trabalham juntos para deter um esquilo que anda roubando suas nozes. |                  | |                                                     |                                                     |                                                                       |                        |
| 125 | 21               | "Venda de Garagem (BR / PT)" "Garage Sale" | Luke Cormican                                       | Paul Giacoppo                                       | 14 de janeiro de 2016 13 de outubro de 2016 31 de maio de 2016        | 1.16                   |
| Robin decide abrir um bazar para vender objetos de aventuras anteriores. |                  | |                                                     |                                                     |                                                                       |                        |
| 126 | 22               | "Jardim Secreto (BR / PT)" "Secret Garden" | Bryan Newton                                        | Ben Gruber                                          | 21 de janeiro de 2016 20 de outubro de 2016 2 de junho de 2016        | 1.45                   |
| Estelar leva Ciborgue ao seu jardim secreto para desestressá-lo. |                  | |                                                     |                                                     |                                                                       |                        |
| 127 | 23               | "O Zumbi Cruel Que Ri (BR) O Monstro de Riso Cruel (PT)" "The Cruel Giggling Ghoul"                                                                               | Luke Cormican                                       | Ben Gruber                                          | 11 de fevereiro de 2016 20 de novembro de 2016 6 de junho de 2016     | 1.34                   |
| Em um episódio no estilo de Scooby-Doo, os Titãs se unem a LeBron James para resolver o mistério de um fantasma que assombra um parque de diversões. |                  | |                                                     |                                                     |                                                                       |                        |
| 128 | 24               | "Que Tal um Pouco de Esforço? (BR) Que Tal Algum Esforço? (PT)" "How 'Bout Some Effort?"                                                                          | Luke Cormican                                       | Ben Gruber                                          | 15 de fevereiro de 2016 3 de novembro de 2016 7 de junho de 2016      | 1.89                   |
| Ciborgue faz de tudo para conseguir um presente especial de Dia dos Namorados para Jinx. |                  | |                                                     |                                                     |                                                                       |                        |
| 129 | 25               | "Esquema em Pirâmide (BR) Esquema de Pirâmide (PT)" "Pyramid Scheme"                                                                                              | Peter Rida Michail                                  | H. Caldwell Tanner                                  | 15 de fevereiro de 2016 10 de novembro de 2016 5 de dezembro de 2016  | 1.89                   |
| Mutano bola um esquema de pirâmide para ficar rico rapidamente. |                  | |                                                     |                                                     |                                                                       |                        |
| 130 | 26               | "O Dia de Sorte do Mutano, Má Sorte (BR) A Sorte do Dia de São Patrício do Beast Boy, Mas da Má (PT)" "Beast Boy's St. Patrick's Day Luck and It's Bad"           | Noel Belknap                                        | Ben Gruber                                          | 17 de março de 2016 29 de junho de 2016 1 de junho de 2016            | 1.71                   |
| Os Titãs, com exceção de Mutano, enfrentam uma maré de azar no Dia de São Patrício. |                  | |                                                     |                                                     |                                                                       |                        |
| 131 | 27               | "O Especial de Pascoa dos Jovens Titãs (BR) O Clássico de Férias da Páscoa dos Teen Titans (PT)" "The Teen Titans Go Easter Holiday Classic"                      | Luke Cormican                                       | Ben Gruber                                          | 25 de março de 2016 2 de maio de 2018 8 de dezembro de 2016           | 1.71                   |
| Os Titãs devem procurar o coelhinho da Páscoa, que desapareceu. |                  | |                                                     |                                                     |                                                                       |                        |
| 132 | 28               | "Batman vs. Jovens Titãs: Injustiça Negra (BR) Batman vs. Teen Titans: Injustiça Negra (PT)" "Batman v Teen Titans: Dark Injustice"                               | Bryan Newton                                        | Ben Gruber                                          | 28 de março de 2016 6 de julho de 2017 7 de dezembro de 2016          | 1.37                   |
| No dia 1 de Abril, os Titãs pregam peças uns nos outros. |                  | |                                                     |                                                     |                                                                       |                        |
| 133 | 29               | "Episódio da Garrafa (BR) Episódio Fechado (PT)" "Bottle Episode"                                                                                                 | Bryan Newton                                        | Aaron Horvath                                       | 21 de abril de 2016 17 de novembro de 2016 8 de junho de 2016         | 1.38                   |
| Os Titãs ficam presos dentro de uma garrafa gigante. |                  | |                                                     |                                                     |                                                                       |                        |
| 134 | 30               | "Finalmente Uma Lição (BR / PT)" "Finally a Lesson" | Peter Rida Michail                                  | Michael Jelenic e Aaron Horvath                     | 28 de abril de 2016 24 de novembro de 2016 5 de dezembro de 2016      | 1.48                   |
| Robin cria histórias com lições de moral para os Titãs. |                  | |                                                     |                                                     |                                                                       |                        |
| 135 | 31               | "O Poder das Pernas (BR) Os Braços Competem com as Pernas (PT)" "Arms Race with Legs"                                                                             | Noel Belknap                                        | Ben Gruber                                          | 5 de maio de 2016 1 de dezembro de 2016 6 de dezembro de 2016         | 1.17                   |
| Ravena deve ajudar a Liga das Pernas. |                  | |                                                     |                                                     |                                                                       |                        |
| 136 | 32               | "Ropo-binpin (BR) Paroapin (PT)" "Obinray" | Noel Belknap                                        | Ben Gruber                                          | 12 de maio de 2016 1 de dezembro de 2016 6 de dezembro de 2016        | 1.36                   |
| Os Titãs conversam entre si na língua do P para impedir que Robin bisbilhote todas as conversas. |                  | |                                                     |                                                     |                                                                       |                        |
| 137 | 33               | "Wally T" | Luke Cormican                                       | Ben Gruber                                          | 19 de maio de 2016 8 de dezembro de 2016 7 de dezembro de 2016        | 1.24                   |
| Os Titãs encontram seu fã número 1, Wally T. |                  | |                                                     |                                                     |                                                                       |                        |
| 138 | 34               | "Caras Legais, Atitudes Ruins (BR) Malta Radical Porta-se Mal (PT)" "Rad Dudes with Bad Tudes"                                                                    | Noel Belknap                                        | Ben Gruber                                          | 26 de maio de 2016 15 de dezembro de 2016 8 de dezembro de 2016       | 1.27                   |
| Robin tenta impressionar uma dupla de patinadores mostrando que ele também sabe andar de patins e ser radical. |                  | |                                                     |                                                     |                                                                       |                        |
| 139–140 | 35–36            | "Operação Resgate (BR) Operação Salvamento dos Rapazes (PT)" "Operation Dude Rescue"                                                                              | Noel Belknap e Peter Rida Michail                   | Ben Gruber                                          | 30 de maio de 2016 21 de novembro de 2016 14 de dezembro de 2016      | 1.36                   |
| Parte 1: Os garotos são sequestrados, e Ravena e Estelar devem salvá-los e teram que pedir ajuda a Jinx, Rose e Terra. Parte 2: As garotas invadem o prédio do Cérebro e tentam chegar até a grade onde os garotos estão presos. |                  | |                                                     |                                                     |                                                                       |                        |
| 141 | 37               | "Lição de História (PT / BR)" "History Lesson" | Aaron Horvath                                       | Bem Gruber                                          | 9 de junho de 2016 29 de dezembro de 2016 12 de dezembro de 2016      | 1.29                   |
| Robin tenta ensinar aos outros titãs valiosas lições de história, mas os outros transformam suas histórias em seus próprios fios torcidos. |                  | |                                                     |                                                     |                                                                       |                        |
| 142 | 38               | "A Arte do Ninjutsu (BR) A Arte de Ninjutsu (PT)" "The Art of Ninjutsu"                                                                                           | Luke Cormican                                       | Ben Gruber                                          | 16 de junho de 2016 5 de dezembro de 2016 12 de dezembro de 2016      | 1.52                   |
| Os Titãs treinam Mutano para se tornar um mestre em Ninjutsu, uma arte que ensina a como ser um ninja de verdade. |                  | |                                                     |                                                     |                                                                       |                        |
| 143 | 39               | "Pense no Seu Futuro (BR) Pensa no Teu Futuro (PT)" "Think Abour Your Future"                                                                                     | Noel Belknap                                        | Michael Jelenic e Aaron Horvath                     | 23 de junho de 2016 14 de novembro de 2016 13 de dezembro de 2016     | 1.41                   |
| Os Titãs compram jaquetas que trazem consequências para eles no futuro. |                  | |                                                     |                                                     |                                                                       |                        |
| 144 | 40               | "Os Jovens Titãs em Ação vs. As Meninas Super Poderosas (BR) TTG vs. PPG (PT)" "TTG v PPG"                                                                        | Peter Rida Michail                                  | Emily Brundige                                      | 30 de junho de 2016 13 de outubro de 2016 27 de novembro de 2016      | 2.42                   |
| Um grande encontro dos Titãs com As Meninas Superpoderosas pela primeira vez. |                  | |                                                     |                                                     |                                                                       |                        |
| 145 | 41               | "Aventuras na Ilha: Tortas de Coco (BR) Aventura na Ilha: Tarte de Coco (Parte 1) (PT)" "Island Adventures: Coconut Cream Pie (Part 1)"                           | Ben Gruber                                          | Noel Belknap                                        | 1 de agosto de 2016 10 de abril de 2017 27 de janeiro de 2017         | 1.83                   |
| Os Titãs ficam naufragados em uma ilha deserta. |                  | |                                                     |                                                     |                                                                       |                        |
| 146 | 42               | "Aventuras na Ilha: Proteína Pura (BR) Aventura na Ilha: Proteína Pura (Parte 2) (PT)" "Island Adventures: Pure Protein (Part 2)"                                 | Ben Gruber                                          | Bryan Newton                                        | 2 de agosto de 2016 12 de abril de 2017 27 de janeiro de 2017         | 2.07                   |
| Ainda naufragados em uma ilha deserta, os Titãs realizam primeiro uma competição por equipes, mas, em seguida, devem evitar um caçador estrangeiro. |                  | |                                                     |                                                     |                                                                       |                        |
| 147 | 43               | "Aventuras na Ilha: Política da Porta Aberta (BR) Aventura na Ilha: Política de Abertura de Portas (Parte 3) (PT)" "Island Adventures: Open Door Policy (Part 3)" | Ben Gruber                                          | Luke Cormican                                       | 3 de agosto de 2016 11 de abril de 2017 27 de janeiro de 2017         | 1.70                   |
| Os Titãs tentam encontrar comida, mas em vez disso encontram dinossauros. |                  | |                                                     |                                                     |                                                                       |                        |
| 148 | 44               | "Aventuras na Ilha: Ilha da Loucura(BR) Aventura na Ilha: Ilha dos Desejos Loucos (Parte 4) (PT)" "Island Adventures: Crazy Desire Island (Part 4)"               | Ben Gruber                                          | Dave Stone                                          | 4 de agosto de 2016 13 de abril de 2017 27 de janeiro de 2017         | 1.74                   |
| Ainda naufragados em uma ilha deserta, Robin concede seus desejos loucos aos outros Titãs. |                  | |                                                     |                                                     |                                                                       |                        |
| 149 | 45               | "Aventuras na Ilha:O Show dos Titãs(BR) Aventura na Ilha: O Programa dos Titans (Parte 5) (PT)" "Island Adventures: The Titans Show (Part 5)"                     | Ben Gruber                                          | Luke Cormican                                       | 5 de agosto de 2016 14 de abril de 2017 27 de janeiro de 2017         | 1.68                   |
| Os Titãs tentam impedir o plano do Maluco do Controle de prendê-los como náufragos da ilha deserta para sempre. |                  | |                                                     |                                                     |                                                                       |                        |
| 150 | 46               | "Balança o Popozão (BR) Dança do Rabiosque (PT)" "Booty Scooty"                                                                                                   | Peter Rida Michail                                  | Ben Gruber                                          | 5 de setembro de 2016 7 de novembro de 2016 13 de dezembro de 2016    | 1.38                   |
| Os Titãs fazem uma caça ao tesouro com muitos desafios para salvarem a sua torre. |                  | |                                                     |                                                     |                                                                       |                        |
| 151 | 47               | "Quem Está Rindo Agora (BR) O Último a Rir (PT)" "Who's Laughing Now"                                                                                             | Bryan Newton                                        | Ben Gruber                                          | 8 de setembro de 2016 28 de novembro de 2016 13 de fevereiro de 2017  | 1.23                   |
| Os Titãs ajudam Mutano a libertar o seu espírito animal com os ursos da floresta. |                  | |                                                     |                                                     |                                                                       |                        |
| 152 | 48               | "Trilha de Oregon (BR) Trilho do Oregon (PT)" "Oregon Trail" | Bryan Newton                                        | Ben Gruber                                          | 15 de setembro de 2016 12 de dezembro de 2016 14 de fevereiro de 2017 | 1.23                   |
| Robin força os outros Titãs a participarem de uma aventura inspirada no famoso jogo Trilha do Oregon com um estilo de 1900, completa com vagões cobertos, ataques dos elementos e disenteria. |                  | |                                                     |                                                     |                                                                       |                        |
| 153 | 49               | "Hora do Aconchego (BR) Hora de Enroscar (PT)" "Snugle Time" | Bryan Newton                                        | Ben Gruber                                          | 22 de setembro de 2016 19 de dezembro de 2016 15 de fevereiro de 2017 | 1.32                   |
| Quando outro alerta de crime interrompe seu relaxamento, os Titãs decidem se tornar vilões e fazerem o que quiserem. |                  | |                                                     |                                                     |                                                                       |                        |
| 154 | 50               | "Oh Yeah!" | Noel Belknap                                        | Ben Gruber                                          | 29 de setembro de 2016 5 de janeiro de 2017 16 de fevereiro de 2017   | 1.50                   |
| Ciborgue diz aos outros Titãs que a luta da TV é falsa e tenta ensiná-los a verdadeira luta livre. |                  | |                                                     |                                                     |                                                                       |                        |
| 155 | 51               | "Andando no Dragão (BR) Montar o Dragão (PT)" "Riding the Dragon"                                                                                                 | Luke Cormican                                       | Will Friedle                                        | 29 de setembro de 2016 26 de dezembro de 2016 20 de fevereiro de 2017 | 1.50                   |
| Os Titãs ficam presos dentro de um jogo de fantasia. Robin tenta dizer para eles jogarem pelas regras, mas eles o ignoram. |                  | |                                                     |                                                     |                                                                       |                        |
| 156 | 52               | "A Mordida (BR) Morder o Lábio (PT)" "The Overbite" | Bryan Newton                                        | Bem Gruber                                          | 6 de outubro de 2016 12 de janeiro de 2017 21 de fevereiro de 2017    | 1.16                   |
| Ravena ensina os Titãs a dançarem adequadamente, mas ao invés disso, eles aprendem os movimentos proibidos e são convocados pelo demônio da dança. |                  | |                                                     |                                                     |                                                                       |                        |
| 157 | 53               | "A Capa (BR / PT)" "The Cape" | Aaron Horvath, Michael Jelenic e Peter Rida Michail | Aaron Horvath, Michael Jelenic e Peter Rida Michail | 13 de outubro de 2016 19 de janeiro de 2017 22 de fevereiro de 2017   | 1.12                   |
| Ciborgue e Robin discutem sobre a importância das capas. |                  | |                                                     |                                                     |                                                                       |                        |

### 4ª Temporada (2016–2018)
| Episódio (série) | Episódio (temp.) | Título | Dirigido por                       | Escrito por | Exibição original | Audiência (em milhões) |
| --- | ---------------- | --- | ---------------------------------- | --- | --- | ---------------------- |
| 158 | 1                | "Camarões e Costelas (BR) Camarões e Entrecosto (PT)" "Shrimps and Prime Rib" | Dave Stone                         | Ben Gruber | 20 de outubro de 2016 17 de abril de 2017 2 de outubro de 2017                                                                                      | 1.23                   |
| Os Titãs relembram os maiores super-heróis que desafiaram o Cérebro. |                  | |                                    | | |                        |
| 159 | 2                | "Halloween Contra O Natal (BR) Halloween vs. Natal (PT)" "Halloween v Christmas" | Luke Cormican                      | Ben Gruber | 27 de outubro de 2016 31 de outubro de 2017 28 de outubro de 2017                                                                                   | 1.33                   |
| Quando Papai Noel tenta dominar o Halloween, caberá aos Titãs e a alguns demônios impedi-lo. |                  | |                                    | | |                        |
| 160 | 3                | "Casa das Armadilhas (BR) Casa Armadilhada (PT)" "Bobby Trap House" | Dave Stone                         | Ben Gruber | 3 de novembro de 2016 18 de abril de 2017 2 de outubro de 2017                                                                                      | 1.29                   |
| Estelar e Ciborgue criam armadilhas na torre dos Titãs. |                  | |                                    | | |                        |
| 161 | 4                | "Mar Para Peixes (BR) Água de Peixe (PT)" "Fish Water" | Luke Cormican                      | Christopher Gentile | 17 de novembro de 2016 19 de abril de 2017 3 de outubro de 2017                                                                                     | 1.30                   |
| Estelar ganha um peixinho dourado na feira de carnaval. |                  | |                                    | | |                        |
| 162 | 5                | "Cavaleiro da TV (BR) Cavaleiro da Televisão (PT)" "TV Knight" | Luke Cormican e Peter Rida Michail | Sean Kriener, Luke Cormican e Peter Rida Michail                                                                                                 | 26 de novembro de 2016 20 de abril de 2017 3 de outubro de 2017                                                                                     | 1.32                   |
| A vida cotidiana dos Titãs é assistida em vídeo pelo Batman e pelo Comissário Gordon. |                  | |                                    | | |                        |
| 163 | 6                | "Os Jovens Titãs Salvam o Natal (BR) Os Teen Titans Salvam o Natal (PT)" "Teen Titans Save Christmas" | Dave Stone                         | Aaron Horvath e Michael Jelenic | 1 de dezembro de 2016 25 de novembro de 2017 | 1.25                   |
| Os Titãs tentam salvar o natal após Noel dizer que não fabricará mais presentes para o feriado. |                  | |                                    | | |                        |
| 164 | 7                | " O Aniversário do Mutano e da Estelar (BR) ANOSBBSF (PT)" "BBSFBDAY!" | Peter Rida Michail                 | Aaron Horvath | 3 de dezembro de 2016 27 de abril de 2017 4 de outubro de 2017                                                                                      | 1.30                   |
| Estelar e Mutano comemoram as suas festas de aniversário juntos. |                  | |                                    | | |                        |
| 165–166 | 8–9              | "A Série (BR / PT)" "The Streak" | Dave Stone e Luke Cormican         | Ben Gruber | 27 de janeiro de 2017 20 de julho de 2017 (Parte 1) 27 de julho de 2017 (Parte 2) 5 de outubro de 2017 (Parte 1) 9 de outubro de 2017 (Parte 2)     | 1.62                   |
| Parte 1: Robin e os Titãs tentam completar uma temporada de crimes com sucesso, até Kid Flash aparecer para convencê-los a participarem do seu time. Parte 2: Robin e Mutano tentam impedir que os outros Titãs se unem ao Kid Flash. |                  | |                                    | | |                        |
| 167 | 10               | "A Beleza Interior de um Cactus (BR) A Beleza Interior de um Cato (PT)" "The Inner Beauty of a Cactus" | Luke Cormican                      | Brady Klosterman | 3 de fevereiro de 2017 13 de julho de 2017 5 de outubro de 2017                                                                                     | 1.27                   |
| Estelar beija as pessoas por toda a cidade e os Titãs resolvem ajudá-la a se controlar. |                  | |                                    | | |                        |
| 168 | 11               | "Noite de Filmes (BR / PT)" "Movie Night" | Ed Skudder e Lynn Wang             | Ed Skudder e Lynn Wang (história) Chad Quandt e Aaron Waltke (teleplay)                                                                          | 10 de fevereiro de 2017 7 de julho de 2017 9 de outubro de 2017                                                                                     | 1.17                   |
| Os Titãs passam a noite toda interpretando personagens de seus filmes favoritos. |                  | |                                    | | |                        |
| 169–170 | 12–13            | "Canções Para o Meu Bebê (BR) BBRAE (PT)" "BBRAE" | Dave Stone e Luke Cormican         | Ben Gruber | 20 de fevereiro de 2017 21 de julho de 2017 (Parte 1) 28 de julho de 2017 (Parte 2) 10 de outubro de 2017 (Parte 1) 11 de outubro de 2017 (Parte 2) | 1.62                   |
| Parte 1: Mutano tenta provar ser digno para conseguir o amor da Ravena com uma canção especial romântica. Parte 2: Mutano viaja pelo mundo, espalhando a sua canção romântica, o que deixa Ravena muito desapontada. |                  | |                                    | | |                        |
| 171 | 14               | "Registro Permanente (BR) Registo Permanente (PT)" "Permanent Record" | Luke Cormican                      | Jacqueline Menville | 3 de março de 2017 14 de julho de 2017 10 de outubro de 2017                                                                                        | 1.15                   |
| Os Titãs criam uma escola de mentirinha, deixando Robin muito estressado. |                  | |                                    | | |                        |
| 172 | 15               | "Resgatando o Tempo Perdido (BR) Os Titans Salvam a Hora (PT)" "Titan Saving Time" | Peter Rich Michail                 | Steve Borst | 10 de março de 2017 3 de agosto de 2017 11 de outubro de 2017                                                                                       | 0.98                   |
| Os Titãs, menos Robin, acham que o horário de verão se encontra perdido em um misterioso milharal protegido por um fazendeiro. |                  | |                                    | | |                        |
| 173 | 16               | "O Padrão Ouro (BR / PT)" "The Gold Standard" | Dave Stone                         | Steve Borst | 17 de março de 2017 10 de agosto de 2017 12 de outubro de 2017                                                                                      | 1.27                   |
| Robin concede o desejo do Mutano de se transformar em um leprechaun. |                  | |                                    | | |                        |
| 174 | 17               | "O Grande Detetive (BR) Mestre Detetive (PT)" "Master Detective" | Luke Cormican                      | Jacqueline Menville | 31 de março de 2017 17 de agosto de 2017 12 de outubro de 2017                                                                                      | 1.00                   |
| Robin e os Titãs tentam solucionar uma misteriosa sociedade secreta localizada no fundo do oceano. |                  | |                                    | | |                        |
| 175 | 18               | "Esquisitão da Páscoa (BR) Aberrações de Páscoa (PT)" "Easter Creeps" | Dave Stone                         | Christopher Gentile | 14 de abril de 2017 24 de agosto de 2017 16 de outubro de 2017                                                                                      | 1.27                   |
| A Fada dos Dentes volta a assumir o controle da Páscoa e os Titãs devem detê-la. |                  | |                                    | | |                        |
| 176 | 19               | "A Mão Zumbi (BR) Mão Zombie (PT)" "Hand Zombie" | Luke Cormican                      | Steve Borst | 21 de abril de 2017 12 de outubro de 2017 17 de outubro de 2017                                                                                     | 1.08                   |
| Depois que Estelar beija sua mão, Robin promete nunca lavá-la novamente, o que leva a resultados desastrosos. |                  | |                                    | | |                        |
| 177 | 20               | "Empregado do Mês: Corte do Diretor (BR) Empregado do Mês: Redux (PT)" "Employee of the Month: Redux" | Peter Rida Michail                 | Rob Hoegee | 28 de abril de 2017 22 de setembro de 2017 17 de outubro de 2017                                                                                    | 0.93                   |
| Enquanto os outros Titãs estão tentando deter um OVNI ladrão de vacas, Mutano arruma um emprego para comprar uma lambreta. |                  | |                                    | | |                        |
| 178 | 21               | "O Deus Abacate (BR) O Abadeus (PT)" "The Avogodo" | James Krenzke                      | Christopher Gentile | 5 de maio de 2017 5 de outubro de 2017 16 de outubro de 2017                                                                                        | 1.18                   |
| No dia 5 de maio, Robin descobre que os abacates podem conceder diferentes habilidades para quem os consomem. Ele se torna excessivamente obcecado com o superalto controle de abacates e é assumido pelo "Deus Abacate". |                  | |                                    | | |                        |
| 179 | 22               | "Larangens (BR) Origens (PT)" "Orangins" | Luke Cormican                      | Aaron Horvath | 29 de maio de 2017 19 de outubro de 2017 18 de outubro de 2017                                                                                      | 1.47                   |
| Os Titãs contam suas histórias de origem pouco imprecisas. |                  | |                                    | | |                        |
| 180 | 23               | "Preso no Jinx (BR) O Jogo do Jinx (PT)" "Jinxed" | James Krenzke                      | Jacqueline Menville | 9 de junho de 2017 26 de outubro de 2017 4 de outubro de 2017                                                                                       | 1.04                   |
| Robin ignora as regras de um jogo de Jinx e acaba perdendo a voz. Os Titãs aprendem que Jinx coleciona vozes como hobby e vai para H.I.V.E., e os Titãs tem que ir a torre para recuperá-lo. |                  | |                                    | | |                        |
| 181 | 24               | "Porcentagens de Cérebro (BR) Percentagens do Cérebro (PT)" "Brain Percentages" | Peter Rida Michail                 | Steve Borst | 16 de junho de 2017 9 de novembro de 2017 19 de fevereiro de 2018                                                                                   | 0.95                   |
| Mutano começa a usar 50% de seu cérebro em um esforço para encontrar as imagens escondidas em um quebra-cabeça, mas logo fica fora de controle. |                  | |                                    | | |                        |
| 182 | 25               | "L4B4R3D4 (BR) BL4Z3 (PT)" "BL4Z3" | Dave Stone                         | Brady Klosterman | 23 de junho de 2017 16 de novembro de 2017 20 de fevereiro de 2018                                                                                  | 1.02                   |
| Os Titãs se tornam hackers mestres para impedir que uma gangue de piratas informáticos domine a Rede Mundial de Internet. |                  | |                                    | | |                        |
| 183 | 26               | "Salada de Água Quente (BR) Água de Salada Quente (PT)" "Hot Salad Water" | Luke Cormican                      | Christopher Gentile | 30 de junho de 2017 2 de novembro de 2017 19 de fevereiro de 2018                                                                                   | 1.02                   |
| Ao beber chá, os Titãs se transformam em ingleses, cabe a Robin salvar a América de outra invasão britânica liderada pela própria Rainha da Inglaterra. |                  | |                                    | | |                        |
| 184 | 27               | "O Dia Em Que a Noite Parou de Brilhar e Ficou Escuro Embora Fosse Dia - Capítulo 1: Eu Te Vi (BR) O Dia Em Que A Noite Deixou de Começar a Brilhar e Tornou-se Sombria, Embora Fosse de Dia Capítulo 1: Vi-te a Dançar (PT)" "The Day the Night Stopped Beginning to Shine and Became Dark Even Though It Was the Day Chapter One: I Saw You Dance"                                     | Michael Jelenic e Aaron Horvath    | Luke Cormican e Peter Rida Michail | 1 de agosto de 2017 18 de setembro de 2017 17 de novembro de 2017                                                                                   | 1.59                   |
| Ciborgue fica preso na realidade alternativa de A Noite Vai Brilhar com um dragão que quer roubar a música para seus propósitos malignos. |                  | |                                    | | |                        |
| 185 | 28               | "O Dia Em Que a Noite Parou de Brilhar e Ficou Escuro Embora Fosse Dia - Capítulo 2: De Olhar Seus Olhos (BR) O Dia Em Que A Noite Deixou de Começar a Brilhar e Tornou-se Sombria, Embora Fosse de Dia Capítulo 2: A História no Teu Olhar (PT)" "The Day the Night Stopped Beginning to Shine and Became Dark Even Though It Was the Day Chapter Two: The Story in Your Eyes"          | Michael Jelenic e Aaron Horvath    | Luke Cormican e Peter Rida Michail | 2 de agosto de 2017 19 de setembro de 2017 17 de novembro de 2017                                                                                   | 1.54                   |
| Sem Ciborgue, Mutano se sente infeliz e se propõe a procurar um cantor. |                  | |                                    | | |                        |
| 186 | 29               | "O Dia Em Que a Noite Parou de Brilhar e Ficou Escuro Embora Fosse Dia - Capítulo 3: Pra Ir Até Você (BR) O Dia Em Que A Noite Deixou de Começar a Brilhar e Tornou-se Sombria, Embora Fosse de Dia Capítulo 3: Seres Minha é Difícil (PT)" "The Day the Night Stopped Beginning to Shine and Became Dark Even Though It Was the Day Chapter Three: Playing Hard to Get"                 | Michael Jelenic e Aaron Horvath    | Luke Cormican e Peter Rida Michail | 3 de agosto de 2017 20 de setembro de 2017 17 de novembro de 2017                                                                                   | 1.72                   |
| Os Titãs retornam à realidade alternativa para salvar Ciborgue, mas somente eles serão capazes de derrotar o terrível dragão. |                  | |                                    | | |                        |
| 187 | 30               | "O Dia Em Que a Noite Parou de Brilhar e Ficou Escuro Embora Fosse Dia - Capítulo 4: A Sua Noite Vai Brilhar (BR) O Dia Em Que A Noite Deixou de Começar a Brilhar e Tornou-se Sombria, Embora Fosse de Dia Capítulo 4: A Noite Começa a Brilhar (PT)" "The Day the Night Stopped Beginning to Shine and Became Dark Even Though It Was the Day Chapter Four: The Night Begins to Shine" | Michael Jelenic e Aaron Horvath    | Peter Rida Michail | 4 de agosto de 2017 21 de setembro de 2017 17 de novembro de 2017                                                                                   | 1.87                   |
| Em uma batalha épica final, os Titãs e seus aliados músicos enfrentam o dragão maligno para ter o controle de A Noite Vai Brilhar. |                  | |                                    | | |                        |
| 188 | 31               | "Licativo (BR) Licação (PT)" "Lication" | Dave Stone                         | Steve Borst | 1 de setembro de 2017 1 de fevereiro de 2018 20 de fevereiro de 2018                                                                                | 1.03                   |
| Robin apresenta os Titãs para um aplicativo de criação de dinheiro gratuito, mas eles logo aprendem os perigos de uma riqueza. |                  | |                                    | | |                        |
| 189 | 32               | "Dia do Trabalho (BR / PT)" "Labor Day" | Ken McIntyre                       | Jacqueline Menville | 4 de setembro de 2017 20 de maio de 2018 21 de fevereiro de 2018                                                                                    | 1.31                   |
| Os Titãs trabalham para conseguir as suas merecidas férias de verão. |                  | |                                    | | |                        |
| 190 | 33               | "Titãs Clássicos (BR) Titans Clássicos (PT)" "Classic Titans" | Dave Stone                         | Brady Klosterman | 15 de setembro de 2017 8 de fevereiro de 2018 21 de fevereiro de 2018                                                                               | 1.04                   |
| O Maluco do Controle tenta provar seu ponto sobre desenhos clássicos de super-heróis, enviando os Titãs para uma versão anterior de Os Jovens Titãs. |                  | |                                    | | |                        |
| 191 | 34               | "Os Uns e os Zeros (BR) Uns e Zeros (PT)" "Ones and Zeroes" | Luke Cormican                      | Steve Borst | 22 de setembro de 2017 15 de fevereiro de 2018 22 de fevereiro de 2018                                                                              | 0.98                   |
| Os Titãs criam um robô para criar uma pizza que nunca foi feita antes. |                  | |                                    | | |                        |
| 192 | 35               | "Dia da Profissão (BR) Dia da Carreira (PT)" "Career Day" | Mark Marek                         | Steve Borst | 29 de setembro de 2017 22 de fevereiro de 2018 | 1,01                   |
| No dia da profissão, Robin faz os outros Titãs obterem emprego e, no início, odeiam, mas, eventualmente, com os empregos que conseguiram, eles se tornam bem-sucedidos. |                  | |                                    | | |                        |
| 193 | 36               | "Cavaleiro da TV 2 (BR) Cavaleiro da Televisão 2 (PT) " "TV Knight 2" | Peter Rida Michail                 | Joey Cappabianca, David Gemmill, Aaron Horvath e Peter Rida Michail (história) Joey Cappabianca, David Gemmill e Peter Rida Michail (storyboard) | 6 de outubro de 2017 1 de março de 2018 26 de fevereiro de 2018                                                                                     | 0.87                   |
| Batman e o Comissário Gordon organizam uma festa do pijama para assistir aos seus programas de TV favoritos. |                  | |                                    | | |                        |
| 194–195 | 37–38            | "O Grande Show de Talentos da Liga da Justiça (BR) O Próximo Grande Talento da Liga da Justiça (PT)" "Justice League's Next Top Talent Idol Star" | James Krenzke e Luke Cormican      | Steve Borst | 9 de outubro de 2017 4 de maio de 2018 14 de março de 2018                                                                                          | 1.43                   |
| A Liga da Justiça são os juízes e quem ganha se torna um membro da Liga da Justiça, então Robin fará o que for preciso para vencer a competição. |                  | |                                    | | |                        |
| 196 | 39               | "A Academia (BR / PT)" "The Academy" | James Krenzke                      | Michael Jelenic e Aaron Horvath | 20 de outubro de 2017 8 de março de 2018 19 de novembro de 2018                                                                                     | 1.12                   |
| Na tentativa de fazer seus colegas limparem a Torre, Robin cria a Premiação Jovens Titãs. |                  | |                                    | | |                        |
| 197 | 40               | "Competição Fantasma (BR) Concurso de Disfarces (PT)" "Costume Contest" | Mark Marek                         | Jacqueline Menville | 27 de outubro de 2017 20 de maio de 2018 27 de outubro de 2018                                                                                      | 1.21                   |
| Os Titãs se inscrevem para o concurso de melhor fantasia de Dia das Bruxas. |                  | |                                    | | |                        |
| 198 | 41               | "Trono de Ossos (BR / PT)" "Throne of Bones" | James Krenzke                      | Steve Borst | 3 de novembro de 2017 15 de março de 2018 20 de novembro de 2018                                                                                    | 1.11                   |
| Quando os Titãs (exceto Robin) acabam sendo levados para um mundo destinado somente ao Heavy Metal, Robin deve resgatá-los usando o poder da música do jazz suave. |                  | |                                    | | |                        |
| 199 | 42               | "Baile Demoníaco (BR) Baile dos Demónios (PT)" "Demon Prom" | Ken McIntyre                       | Amy Wolfram | 10 de novembro de 2017 2 de abril de 2018 22 de outubro de 2018                                                                                     | 1.20                   |
| Trigon obriga Ravena a participar do baile de formatura e ela leva os outros Titãs para provocá-lo. |                  | |                                    | | |                        |
| 200 | 43               | "Dia de Recompensas de Graça (BR) Dia da Ingratidão (PT)" "Thanksgetting" | Ken McIntyre                       | Steve Borst | 17 de novembro de 2017 16 de abril de 2018 22 de novembro de 2018                                                                                   | 1.17                   |
| É Dia de Ação de Graças, mas os Titãs estão cansados das tradições e decidem criar suas próprias. |                  | |                                    | | |                        |
| 201–202 | 44–45            | "O Espetacular e Autoindulgente Episódio 200 (BR) O Grandioso e Autoindulgente 200º Episódio (PT)" "The Self-Indulgent 200th Episode Spectacular!" | Ken McIntyre                       | Michael Jelenic e Aaron Horvath | 24 de novembro de 2017 27 de julho de 2018 3 de agosto de 2018                                                                                      | 1.57                   |
| Quando o mundo deles começa a desaparecer, os Titãs precisam confrontar seus desenvolvedores. Mais tarde, os Titãs aprendem como é difícil fazer um cartum quando tentam animar Michael e Aaron. |                  | |                                    | | |                        |
| 203 | 46               | "Aniversário de Amizade (BR) ANIVERSÁRIOAMIZADEBBCY (PT)" "BBCYFSHIPBDAY" | Mark Marek                         | Jacqueline Menville | 8 de dezembro de 2017 9 de abril de 2018 23 de outubro de 2018                                                                                      | 0.93                   |
| Mutano e Ciborgue comemoram o aniversário de sua grande amizade. |                  | |                                    | | |                        |
| 204 | 47               | "Mutana (BR) Beast Girl (PT)" "Beast Girl" | Mark Marek                         | Jacqueline Menville | 19 de fevereiro de 2018 12 de março de 2018 25 de outubro de 2018                                                                                   | 1.43                   |
| Mutano conhece uma versão feminina de si mesmo chamada Mutana e descobre que eles têm muito em comum. |                  | |                                    | | |                        |
| 205–206 | 48–49            | "Flashback" | James Krenzke e Ken McIntyre       | Steve Borst | 30 de março de 2018 20 de julho de 2018 14 de abril de 2019                                                                                         | 1.18                   |
| Robin se muda para Jump City, e é oprimido por seus vilões, então ele decide construir um time de heróis. Alguns dos candidatos revelam suas piores qualidades, e Kid Flash o coloca em seu próprio time. Robin, em seguida, pede os novatos para retomar a torre, abraçando totalmente sua raiva e mesquinharia.                                                                                                   |                  | |                                    | | |                        |
| 207 | 50               | "Apocalipse dos Manos (BR) Manocalipse (PT)" "Bro-Pocalypse" | Mark Marek                         | Kyle Stafford | 28 de maio de 2018 16 de julho de 2018 23 de novembro de 2018                                                                                       | 0.72                   |
| Quando os titãs são feridos em um acidente de levantamento de peso, Estelar e Ravena devem se tornar manos pelo punho batendo em um punho gigante que está indo para a Terra ou então o "Apocalispse dos Manos" acontecerá, onde cada mano perde o que os torna um mano. |                  | |                                    | | |                        |
| 208 | 51               | "Quanto Mais Bufunfa, Mais Problemas (BR) Mais Dinheiro, Mais Problemas (PT)" "Mo' Money Mo' Problems" | Ken McIntyre                       | Christopher Gentile | 25 de junho de 2018 23 de julho de 2018 24 de outubro de 2018                                                                                       | 0.50                   |
| Quando Mutano decide hibernar na Batcaverna, ele acha isso uma oportunidade para Robin dar a ele e aos outros Titãs uma turnê de Wayne Manor. Quando os Titãs acreditam que o dinheiro resolve todos os problemas, Robin diz que não, e que é um vício, os Titãs então aprendem que Robin sempre quis um cartaz de Bell Biv DeVoe em seu quarto, e logo o dinheiro poderia realmente consertar o problema de Robin. |                  | |                                    | | |                        |
| 209 | 52               | "Cavaleiro da TV 3 (BR) Cavaleiro da Televisão 3 (PT)" "TV Knight 3" | Ken McIntrye                       | Ken McIntrye | 25 de junho de 2018 25 de julho de 2018 29 de outubro de 2018                                                                                       | 0.54                   |
| Batman se recusa a prestar atenção na festa de aniversário que a Liga da Justiça prepara para ele e tenta assistir à TV. |                  | |                                    | | |                        |

### 5ª Temporada (2018–2020)
| Episódio (série) | Episódio (temp.) | Título | Dirigido por                 | Escrito por                     | Exibição original                                                                                       | Audiência (em milhões) |
| --- | ---------------- | --- | ---------------------------- | ------------------------------- | --- | ---------------------- |
| 210 | 1                | "A Colher de Concha (BR) A Colher (PT)" "The Scoop!" | Dave Stone                   | Ethan Nicolle                   | 25 de junho de 2018 4 de fevereiro de 2019 18 de março de 2019                                          | 0.59                   |
| Estelar faz amizade com um pequeno utensílio inanimado, que para os Titãs é uma amizade imaginária.                                                                             |                  | |                              |                                 | |                        |
| 211 | 2                | "Frango no Berço (BR / PT)" "Chicken in the Cradle" | Victor Courtright            | Ethan Nicolle                   | 25 de junho de 2018 11 de fevereiro de 2019 19 de março de 2019                                         | 0.70                   |
| Após Mutano virar uma galinha e botar um ovo, os Titãs descobrem um pequeno filhote de frango na torre.                                                                         |                  | |                              |                                 | |                        |
| 212–213 | 3–4              | "Explosões (BR) Kabooms (PT)" "Kabooms" | Dave Stone e James Krenzke   | Michael Jelenic e Aaron Horvath | 20 de julho de 2018 18 de fevereiro de 2019 23 de fevereiro de 2019                                     | N/A                    |
| Os Titãs trabalham juntos para produzir um filme. |                  | |                              |                                 | |                        |
| 214 | 5                | "Renovação da Torre (BR) Reconstrução da Torre (PT)" "Tower Renovation" | Ken McIntyre                 | Christopher Gentile             | 13 de agosto de 2018 25 de fevereiro de 2019 20 de março de 2019                                        | 0.62                   |
| Os Titãs trabalham pesado pela reconstrução da sua torre. |                  | |                              |                                 | |                        |
| 215 | 6                | "Meu Nome é José (BR) Eu Sou o José (PT)" "My Name is Jose" | Ken McIntyre                 | Amy Wolfram                     | 8 de outubro de 2018 22 de julho de 2019 2 de abril de 2019                                             | 0.71                   |
| Ravena tenta convencer os Titãs a respeitarem os seus super-poderes do jeito que são.                                                                                           |                  | |                              |                                 | |                        |
| 216 | 7                | "O Poder dos Camarões (BR) O Poder do Camarão (PT)" "The Power of Shrimps" | Dave Stone                   | Michael Jelenic e Aaron Horvath | 8 de outubro de 2018 15 de julho de 2019 1 de abril de 2019                                             | 0.71                   |
| Aqualad prepara um jantar romântico de camarões para a Ravena. |                  | |                              |                                 | |                        |
| 217 | 8                | "Equipe Monstro (BR) Equipa de Monstros (PT)" "Monster Squad" | Dave Stone                   | Michael Jelenic                 | 19 de outubro de 2018 5 de agosto de 2019 26 de outubro de 2019                                         | 0.57                   |
| Os Titãs viram figuras assustadoras realistas no Dia das Bruxas. |                  | |                              |                                 | |                        |
| 218 | 9                | "As Verdadeiras Larangens (BR) As Verdadeiras Origens (PT)" "Real Orangins" | James Krenkze                | Michael Jelenic e Aaron Horvath | 5 de novembro de 2018 29 de julho de 2019 27 de maio de 2019                                            | 0.67                   |
| Robin conta uma história mais séria de como ele juntou os Jovens Titãs pela primeira vez.                                                                                       |                  | |                              |                                 | |                        |
| 219 | 10               | "Diversão Quântica (BR / PT)" "Quantum Fun" | Ken McIntyre                 | Michael Jelenic                 | 6 de novembro de 2018 20 de julho de 2019 21 de março de 2019                                           | 0.62                   |
| Robin ensina aos Titãs sobre a verdadeira resposta da física quântica. |                  | |                              |                                 | |                        |
| 220 | 11               | "A Luta (BR / PT)" "The Fight" | Luke Cormican                | Michael Jelenic e Aaron Horvath | 7 de novembro de 2018 22 de abril de 2019 25 de março de 2019                                           | 0.69                   |
| Robin quer mostrar para os Titãs os seus verdadeiros propósitos, quando eles preferem mais entrar numa conversa sobre combater vilões.                                          |                  | |                              |                                 | |                        |
| 221 | 12               | "O Banheiro Portátil (BR) A Sanita Portátil (PT)" "The Groover" | Luke Cormican                | Michael Jelenic e Aaron Horvath | 8 de novembro de 2018 8 de julho de 2019 28 de março de 2019                                            | 0.65                   |
| Robin força os Titãs a curtirem uma vida de desafios no máximo. |                  | |                              |                                 | |                        |
| 222–223 | 13–14            | "O Grande Show de Talentos da Liga da Justiça: Segunda Edição do Melhor Time (BR) O Próximo Grande Talento da Liga da Justiça: Edição Segunda Melhor Equipa (PT)" "Justice League's Next Top Talent Idol Star: Second Greatest Team Edition" | James Krenzke e Ken McIntyre | Ethan Nicolle                   | 21 de novembro de 2018 12 de agosto de 2019 (Parte 1) 19 de agosto de 2019 (Parte 2) 8 de junho de 2019 | 0.87                   |
| A Liga da Justiça organiza outro concurso de talentos para conseguir escolher a segunda melhor equipe de super-heróis de todo o planeta.                                        |                  | |                              |                                 | |                        |
| 224–225 | 15–16            | "Que Tal Este Especial? Espaaaaço (PT)" "How's This For a Special? Spaaaace" | Ken McIntyre e Luke Cormican | Brady Klosterman                | 21 de dezembro de 2018 23 de junho de 2019                                                              | 0.83                   |
| Os Teen Titans embarcam na maior aventura espacial de sempre! |                  | |                              |                                 | |                        |
| 226 | 17               | "Aniversário do Beast Boy e do Robin (PT)" "BBRBDAY" | Dave Stone                   | Christopher Gentile             | 31 de dezembro de 2018 14 de dezembro de 2019 28 de maio de 2019                                        | 0.65                   |
| Depois de não ser convidado para a festa do Beast Boy o Robin organiza a sua própria festa com o Bob Uecker como convidado especial.                                            |                  | |                              |                                 | |                        |
| 227 | 18               | "Dar Palmadinhas e Festejar Sem Motivo (PT)" "Slapping Butts and Celebrating for No Reason" | James Krenzke                | Christopher Gentile             | 28 de janeiro de 2019 4 de junho de 2019                                                                | 0.54                   |
| O Grande Jogo está sob ameaça e os Titans têm de entrar no estádio de futebol americano para travar o ataque.                                                                   |                  | |                              |                                 | |                        |
| 228 | 19               | "A Nostalgia Não Substitui uma História (PT)" "Nostalgia is Not a Substitute for an Actual Story" | James Krenzke                | Amy Wolfram                     | 4 de fevereiro de 2019 30 de maio de 2019                                                               | 0.66                   |
| Os Titans voltam aos anos 80 para perceber se foi ou não a melhor década de sempre.                                                                                             |                  | |                              |                                 | |                        |
| 229 | 20               | "Ética nos Negócios, Pisca, Pisca (BR) Ética de Negócios, Pisca, Pisca (PT)" "Business Ethics Wink Wink" | Ken McIntyre                 | Brady Klosterman                | 11 de fevereiro de 2019 7 de dezembro de 2019 3 de junho de 2019                                        | 0.50                   |
| A Starfire sonha com ser uma princesa de negócios extraterrestre e junta-se a uma organização que vende bolachas para aprender tudo o que precisa de saber.                     |                  | |                              |                                 | |                        |
| 230 | 21               | "O Presidente é um Gênio (BR) Presidente Génio (PT)" "Genie President" | James Krenzke                | Brady Klosterman                | 18 de fevereiro de 2019 1 de junho de 2019 26 de março de 2019                                          | 0.58                   |
| Robin, Ravena, Mutano e Ciborgue querem conseguir uma fortuna com moedas descartáveis, porém Estelar quer ensiná-los sobre o poder da amizade ser mais valioso do que dinheiro. |                  | |                              |                                 | |                        |
| 231 | 22               | "Grandes Contos dos Titans (PT)" "Tall Titan Tales" | Luke Cormican                | Brady Klosterman                | 25 de fevereiro de 2019 29 de maio de 2019                                                              | 0.54                   |
| O Robin tenta partilhar alguns Contos Altos mas os outros Titans impõem as suas versões deturpadas.                                                                             |                  | |                              |                                 | |                        |
| 232 | 23               | "Eu Já Fui uma Pessoa (PT)" "I Used To Be A Peoples" | Luke Cormican                | Jeff Prezenkowski               | 4 de março de 2019 5 de junho de 2019                                                                   | 0.50                   |
| O Robin acha que os outros Titans andam a passar muito tempo juntos. Por isso encoraja-os a passarem algum tempo sozinhos.                                                      |                  | |                              |                                 | |                        |
| 233 | 24               | "O Sistema Métrico vs. Liberdade (PT)" "The Metric System vs. Freedom" | Ken McIntyre                 | Brady Klosterman                | 11 de março de 2019 6 de junho de 2019                                                                  | 0.57                   |
| O Robin ensina aos outros Titans as diferenças entre o Sistema Métrico e o Sistema Imperial.                                                                                    |                  | |                              |                                 | |                        |
| 234 | 25               | "O Joio (PT)" "The Chaff" | Luke Cormican                | Michael Jelenic e Aaron Horvath | 18 de março de 2019 10 de junho de 2019                                                                 | 0.53                   |
| Numa tentativa de cancelar os Teen Titans Go! o Controlador mostra algumas cenas cortadas.                                                                                      |                  | |                              |                                 | |                        |
| 235 | 26               | "Aqueles Sovietes (PT)" "Them Soviet Boys" | James Krenzke                | Tim Sheridan                    | 25 de março de 2019 21 de outubro de 2019                                                               | 0.40                   |
| Os Titans aprendem a fazer montagens para poupar tempo. |                  | |                              |                                 | |                        |
| 236 | 27               | "Pequeno Elvis (PT)" "Little Elvis" | Dave Stone                   | Christopher Gentile             | 1 de abril de 2019 27 de março de 2019                                                                  | 0.42                   |
| Os Titans juntam-se ao Shazam para vencer o Sr. Mind. |                  | |                              |                                 | |                        |
| 237 | 28               | "Ovos da Páscoa (PT)" "Booty Eggs" | James Krenzke                | Kevin McQuarn                   | 15 de abril de 2019 24 de outubro de 2019                                                               | 0.54                   |
| Os Titans decidem gerir as celebrações da Páscoa para evitar o Coelho. |                  | |                              |                                 | |                        |
| 238 | 29               | "Cavaleiro da Televisão 4 (PT)" "TV Knight 4" | Dave Stone                   | Dave Stone                      | 22 de abril de 2019 28 de outubro de 2019                                                               | 0.42                   |
| O Batman e o Comissário Gordon vão acampar mas só querem ver TV. |                  | |                              |                                 | |                        |
| 239 | 30               | "Covinhas (PT)" "Lil' Dimples" | Luke Cormican                | Kyle Stafford                   | 29 de abril de 2019 22 de outubro de 2019                                                               | 0.61                   |
| A Raven entra num concurso de beleza para tentar aproximar-se do pai. |                  | |                              |                                 | |                        |
| 240 | 31               | "Não Sejas Ícaro (PT)" "Don't Be An Icarus" | Luke Cormican                | Brady Klosterman                | 6 de maio de 2019 24 de outubro de 2019                                                                 | 0.62                   |
| O Robin conta uns mitos gregos mas os outros Titans impõem as versões deles. |                  | |                              |                                 | |                        |
| 241 | 32               | "Stockton, Califórnia (PT)" "Stockton, CA!" | Ken McIntyre                 | Hynden Walch                    | 13 de maio de 2019 22 de outubro de 2019                                                                | 0.58                   |
| Os Titans têm de evitar que os residentes de Jump City se mudem para Stockton.                                                                                                  |                  | |                              |                                 | |                        |
| 242 | 33               | "Os Titans na Ópera (PT)" "What's Opera Titans" | Dave Stone                   | Brady Klosterman                | 20 de maio de 2019                                                                                      | 0.53                   |
| Os Titans ficam indignados com a nova versão de uns desenhos animados. |                  | |                              |                                 | |                        |
| 243 | 34               | "Piratas da Floresta (BR) Piratas na Floresta (PT)" "Forest Pirates" | Ken McIntyre                 | Jacquie Menville                | 27 de maio de 2019 2 de setembro de 2019                                                                | 0.74                   |
| Os Titãs passam as férias em um acampamento de super-heróis e ainda conhecem Abelha.                                                                                            |                  | |                              |                                 | |                        |
| 244 | 35               | "O Bergerac (BR / PT)" "The Bergerac" | James Krenzke                | Jacquie Menville                | 3 de junho de 2019 9 de setembro de 2019                                                                | 0.57                   |
| Os Titãs, acompanhados da Abelha, ajudam Robin a fazer um encontro romântico para a Mulher Maravilha.                                                                           |                  | |                              |                                 | |                        |
| 245 | 36               | "Meleca e Lágrimas (BR) Lágrimas e Ranho (PT)" "Snot and Tears" | James Krenzke                | Jacquie Menville                | 10 de junho de 2019 16 de setembro de 2019                                                              | 0.53                   |
| Robin aconselha os Titãs a serem menos negligentes. Caso contrário, eles serão pegos por um vilão.                                                                              |                  | |                              |                                 | |                        |
| 246 | 37               | "Lareira! (BR) Fogueira! (PT)" "Campfire!" | Dave Stone                   | Jacquie Menville                | 17 de junho de 2019 23 de setembro de 2019                                                              | 0.44                   |
| Os Titãs demonstram suas performances em um show de talentos no acampamento para espantar animais selvagens.                                                                    |                  | |                              |                                 | |                        |
| 247 | 38               | "O Que Aprendemos no Acampamento (PT)" "What We Learned at Camp" | Ken McIntyre                 | Jacquie Menville                | 24 de junho de 2019 30 de setembro de 2019                                                              | 0.45                   |
| No último dia de acampamento, os Titãs querem conseguir suas medalhas para ganhar mais autoestima.                                                                              |                  | |                              |                                 | |                        |
| 248 | 39               | "Comuniquem Abertamente (BR) Comunicar Abertamente (PT)" "Communicate Openly" | Luke Cormican                | Steve Borst                     | 1 de julho de 2019 5 de outubro de 2019                                                                 | 0.39                   |
| Abelha está com dificuldades em se adaptar à torre dos Titãs, principalmente quando estão usando sua ignorância e agressividade com ela.                                        |                  | |                              |                                 | |                        |
| 249 | 40               | "Geleia Real (BR / PT)" "Royal Jelly" | Dave Stone                   | Merrill Hagan                   | 8 de julho de 2019 12 de outubro de 2019                                                                | 0.37                   |
| Robin conhece o trabalho da Abelha como a rainha da sua colônia. |                  | |                              |                                 | |                        |
| 250 | 41               | "Força de um Homem Grande (PT)" "Strength of a Grown Man" | Ken McIntyre                 | Brady Klosterman                | 15 de julho de 2019 19 de outubro de 2019                                                               | 0.47                   |
| O Robin esquece-se da Bumblebee e pede ajuda ao Átomo para vencer o Cérebro. |                  | |                              |                                 | |                        |
| 251 | 42               | "Só Estando Lá (PT)" "Had to Be There" | Luke Cormican                | Steve Borst                     | 22 de julho de 2019 26 de outubro de 2019                                                               | 0.60                   |
| Os Titãs resolvem levar a Abelha numa viagem no tempo para acrescentá-la presente em suas lembranças.                                                                           |                  | |                              |                                 | |                        |
| 252 | 43               | "Noite das Meninas na Parte 1 (BR) Noite de Meninas: Parte 1 (PT)" "Girls Night In Part 1" | Ken McIntyre                 | Amy Wolfram                     | 29 de julho de 2019 2 de novembro de 2019                                                               | 0.50                   |
| Estelar prepara uma festa do pijama somente para meninas. |                  | |                              |                                 | |                        |
| 253 | 44               | "Noite das Meninas na Parte 2 (BR) Noite de Meninas: Parte 2 (PT)" "Girls Night In Part 2" | James Krenzke                | Amy Wolfram                     | 5 de agosto de 2019 9 de novembro de 2019                                                               | 0.44                   |
| Estelar luta com sua irmã do mal, Estrela Negra. |                  | |                              |                                 | |                        |
| 254 | 45               | "O Grande Desastre (PT)" "The Great Disaster" | Adam Burton                  | Adam Burton                     | 12 de agosto de 2019 16 de novembro de 2019                                                             | 0.56                   |
| O Robin fica com amnésia e acha que a mãe dele é o Hawkman. |                  | |                              |                                 | |                        |
| 255 | 46               | "Vocês Decidem (BR) Os Espetadores Decidem (PT)" "The Viewers Decide" | Luke Cormican                | Jacquie Menville                | 19 de agosto de 2019 23 de novembro de 2019                                                             | 0.42                   |
| Os Titãs tentam convencer os telespectadores a deixarem a Abelha continuar na equipe.                                                                                           |                  | |                              |                                 | |                        |
| 256 | 47               | "Jogo de Desenhos Animados (PT)" "Cartoon Feud" | James Krenzke                | Brady Klosterman                | 4 de outubro de 2019 23 de outubro de 2019                                                              | 0.55                   |
| O Controlador obriga os Titans e o grupo do Scooby Doo a competirem num jogo.                                                                                                   |                  | |                              |                                 | |                        |
| 257 | 48               | "Maldição da Dança do Rabiosque (PT)" "Curse of the Booty Scooty" | Dave Stone                   | Christopher Gentile             | 4 de outubro de 2019 21 de outubro de 2019                                                              | 0.55                   |
| O Robin começa a abanar o Rabo e os Titans partem à aventura para o recuperar.                                                                                                  |                  | |                              |                                 | |                        |
| 258 | 49               | "Coleciona-as a Todas (PT)" "Collect Them All!" | Dave Stone                   | Christopher Gentile             | 4 de outubro de 2019 23 de outubro de 2019                                                              | 0.58                   |
| O Robin procura os outros Titans que foram transformados em figuras de ação. |                  | |                              |                                 | |                        |
| 259–260 | 50–51            | "Jovens Titãs Vroom (BR) Teen Titans Vroom (PT)" "Teen Titans Vroom" | Dave Stone e Luke Cormican   | Brady Klosterman                | 9 de novembro de 2019 7 de março de 2020                                                                | 0.62                   |
| Os Titãs são transformados em automóveis. |                  | |                              |                                 | |                        |
| 261 | 52               | "Jovens Titãs Ho! (BR) Teen Titans Roar (PT)" "Teen Titans Roar" | Ken McIntyre                 | Michael Jelenic                 | 4 de abril de 2020 29 de maio de 2020 27 de junho de 2020                                               | 0.44                   |
| Os Titãs criam um abaixo-assinado para cancelar o novo reboot dos Thundercats.                                                                                                  |                  | |                              |                                 | |                        |

### 6ª Temporada (2019–2021)
| Episódio (série) | Episódio (temp.) | Título | Dirigido por                 | Escrito por               | Exibição original                                               | Audiência (em milhões) |
| --- | ---------------- | --- | ---------------------------- | ------------------------- | --------------------------------------------------------------- | ---------------------- |
| 262 | 1                | "Átomos do Traseiro (PT)" "Butt Atoms" | James Krenzke                | Ben Gruber                | 4 de outubro de 2019 19 de outubro de 2020                      | 0.58                   |
| Apesar dos avisos do Robin, os Titans provocam uma catástrofe mundial. |                  | |                              |                           |                                                                 |                        |
| 263 | 2                | "Cavaleiro da Televisão 5 (PT)" "TV Knight 5" | Ken McIntyre e Dave Stone    | Ken McIntyre e Dave Stone | 14 de outubro de 2019 19 de outubro de 2020                     | 0.42                   |
| O Batman finge que está doente para ver televisão com o Comissário Gordon. |                  | |                              |                           |                                                                 |                        |
| 264 | 3                | "Poção de Bruxas (BR / PT)" "Witches Brew" | Dave Stone                   | Christopher Gentile       | 25 de outubro de 2019 26 de outubro de 2020                     | 0.50                   |
| Os Titans organizam uma festa de Halloween e convidam a Liga da Justiça. |                  | |                              |                           |                                                                 |                        |
| 265 | 4                | "É Isso Aí, Mano (BR) É Isso Mesmo (PT)" "That's What's Up!" | James Krenzke                | Brady Klosterman          | 27 de novembro de 2019 9 de março de 2020 21 de outubro de 2020 | 0.71                   |
| Mutano visita a sua família. |                  | |                              |                           |                                                                 |                        |
| 266 | 5                | "Caranguejices (PT)" "Crab Shenanigans" | Ken McIntyre                 | Brady Klosterman          | 27 de novembro de 2019 9 de março de 2020 22 de outubro de 2020 | 0.71                   |
| O Beast Boy, a Negative Girl e o Homem Robô saem com os caranguejos. |                  | |                              |                           |                                                                 |                        |
| 267 | 6                | "Manos-Robôs (PT)" "Brobots" | Peter Rida Michail           | Brady Klosterman          | 27 de novembro de 2019 9 de março de 2020 22 de outubro de 2020 | 0.71                   |
| O Cyborg vai visitar o Beast Boy, mas torna-se amigo inseparável do Homem Robô. |                  | |                              |                           |                                                                 |                        |
| 268 | 7                | "Virar o Cérebro (PT)" "Brain Flip" | Luke Cormican                | Brady Klosterman          | 27 de novembro de 2019 9 de março de 2020 26 de outubro de 2020 | 0.71                   |
| É hora de o Beast Boy ir embora, mas a Doom Patrol quer que ele fique. |                  | |                              |                           |                                                                 |                        |
| 269 | 8                | "Mutano na Estante (BR) Beast Boy na Prateleira (PT)" "Beast Boy on a Shelf"                                                                                            | Luke Cormican                | Jacquie Menville          | 21 de dezembro de 2019 21 de outubro de 2020                    | 0.73                   |
| O Pai Natal obriga o Beast Boy a tornar-se um espião dentro dos Titans. |                  | |                              |                           |                                                                 |                        |
| 270 | 9                | "Cavaleiros do Natal (BR) Cruzados do Natal (PT)" "Christmas Crusaders"                                                                                                 | Ken McIntyre                 | Jacquie Menville          | 21 de dezembro de 2019 10 de novembro de 2020                   | 0.73                   |
| O Pai Natal e o Robin têm de travar o maléfico Mineiro de Carvão. |                  | |                              |                           |                                                                 |                        |
| 271 | 10               | "Vamos Receber Prémios (PT)" "We're Off to Get Awards" | Luke Cormican                | Jacquie Menville          | 22 de fevereiro de 2020 29 de outubro de 2020                   | 0.42                   |
| Durante uma cerimónia de prémios, o Robin é levado por um tornado. |                  | |                              |                           |                                                                 |                        |
| 272 | 11               | "Bat-Escuteiros (PT)" "Bat Scouts" | Ken McIntyre                 | Charley Feldman           | 22 de fevereiro de 2020 27 de outubro de 2020                   | 0.42                   |
| O Robin quer atingir o grau mais elevado nos Escuteiros Morcego. |                  | |                              |                           |                                                                 |                        |
| 273 | 12               | "Ir Embora (PT)" "Walk Away" | Luke Cormican                | Brady Klosterman          | 29 de fevereiro de 2020 26 de outubro de 2020                   | 0.45                   |
| Os Titans vão à procura de um carro para comprar. |                  | |                              |                           |                                                                 |                        |
| 274 | 13               | "Livro dos Recordes (PT)" "Record Book" | James Krenzke                | Steve Borst               | 7 de março de 2020 27 de outubro de 2020                        | 0.47                   |
| A Starfire quer bater um recorde mundial, por isso, deixa crescer as unhas. |                  | |                              |                           |                                                                 |                        |
| 275 | 14               | "Mágico (PT)" "Magic Man" | Ken McIntyre                 | Jacquie Menville          | 14 de março de 2020 28 de outubro de 2020                       | 0.51                   |
| Mutano destrói o livro de feitiços da Ravena com os próprios feitiços do livro, e Ravena vai até Azarat em uma biblioteca para comprar um outro livro de feitiços. Até que Mutano começa a aprender mágicas de burrito.                                                                        |                  | |                              |                           |                                                                 |                        |
| 276 | 15               | "Terça-Feira Casual (PT)" "The Titans Go Casual" | James Krenzke                | Steve Borst               | 21 de março de 2020 28 de outubro de 2020                       | 0.37                   |
| A autoridade para os super-heróis implementa um novo código de vestuário. |                  | |                              |                           |                                                                 |                        |
| 277 | 16               | "Chuva no Dia do Casamento (PT)" "Rain On Your Wedding Day" | Careen Ingle                 | Jacquie Menville          | 28 de março de 2020 29 de outubro de 2020                       | 0.39                   |
| O Robin ensina a definição de ironia aos Titans... enquanto combatem o Brain. |                  | |                              |                           |                                                                 |                        |
| 278 | 17               | "Caça ao Ovo (PT)" "Egg Hunt" | James Krenzke e Ken McIntyre | Amy Wolfram               | 10 de abril de 2020 3 de novembro de 2020                       | 0.62                   |
| Os Titans vão até Gotham para procurar um ovo da Páscoa. |                  | |                              |                           |                                                                 |                        |
| 279–280 | 18–19            | "O Próximo Grande Talento da Liga da Jutiça: Edição Liga da Jutiça (PT)" "Justice League's Next Top Talent Idol Star: Justice League Edition"                           | James Krenzke e Careen Ingle | Brady Klosterman          | 25 de maio de 2020 5 de novembro de 2020                        | 0.54                   |
| A Liga da Justiça compete contra os Titans em mais um concurso de talentos. |                  | |                              |                           |                                                                 |                        |
| 281 | 20               | "A Noite Começa a Brilhar Capítulo Um: Missão para Encontrar as Partes Perdidas da Música (PT)" "The Night Begins to Shine Chapter One: Mission to Find the Lost Stems" | Peter Rida Michail           | Brady Klosterman          | 10 de julho de 2020 17 de outubro de 2020                       | 0.81                   |
| Os Titans envelhecem e decidem voltar ao mundo d'a Noite Começa a Brilhar. |                  | |                              |                           |                                                                 |                        |
| 282 | 21               | "A Noite Começa a Brilhar Capítulo Dois: Bateria (PT)" "The Night Begins to Shine Chapter Two: Drums"                                                                   | Peter Rida Michail           | Brady Klosterman          | 10 de julho de 2020 17 de outubro de 2020                       | 0.81                   |
| Os Titans precisam de encontrar três partes de uma música. |                  | |                              |                           |                                                                 |                        |
| 283 | 22               | "A Noite Começa a Brilhar Capítulo Três: Guitarra (PT)" "The Night Begins to Shine Chapter Three: Guitar"                                                               | Peter Rida Michail           | Brady Klosterman          | 10 de julho de 2020 17 de outubro de 2020                       | 0.81                   |
| Os Titans descobrem que as músicas estão a ser derretidas e a poluir o planeta. |                  | |                              |                           |                                                                 |                        |
| 284 | 23               | "A Noite Começa a Brilhar Capítulo Quatro: Baixo (PT)" "The Night Begins to Shine Chapter Four: Bass"                                                                   | Peter Rida Michail           | Brady Klosterman          | 10 de julho de 2020 17 de outubro de 2020                       | 0.81                   |
| Para encontrar a última parte da música, os Titans entram num mundo virtual. |                  | |                              |                           |                                                                 |                        |
| 285 | 24               | "A Noite Começa a Brilhar Capítulo Cinco: És Tu (PT)" "The Night Begins to Shine Chapter Five: You're the One"                                                          | Peter Rida Michail           | Brady Klosterman          | 10 de julho de 2020 17 de outubro de 2020                       | 0.81                   |
| Os Titans invocam os BER, mas irão conseguir travar o Ultralak? |                  | |                              |                           |                                                                 |                        |
| 286 | 25               | "Em Que Local Ao Certo É Que Está O Carl Sanpedro? Parte 1 (PT)" "Where Exactly on the Globe is Carl Sanpedro? Part 1"                                                  | Luke Cormican                | Brady Klosterman          | 10 de agosto de 2020 8 de maio de 2021                          | 0.51                   |
| De férias em Los Angeles, os Titans vão atrás do vilão Carl San Pedro. |                  | |                              |                           |                                                                 |                        |
| 287 | 26               | "Em Que Local Ao Certo É Que Está O Carl Sanpedro? Parte 2 (PT)" "Where Exactly on the Globe is Carl Sanpedro? Part 2"                                                  | Ken McIntyre                 | Brady Klosterman          | 11 de agosto de 2020 8 de maio de 2021                          | 0.41                   |
| O Carl San Pedro atacou outra vez, desta vez na Jamaica. |                  | |                              |                           |                                                                 |                        |
| 288 | 27               | "Em Que Local Ao Certo É Que Está O Carl Sanpedro? Parte 3 (PT)" "Where Exactly on the Globe Is Carl Sanpedro? Part 3"                                                  | Ken McIntyre                 | Brady Klosterman          | 12 de agosto de 2020 8 de maio de 2021                          | 0.42                   |
| Os Titans vão à Índia para tentar travar o Carl San Pedro. |                  | |                              |                           |                                                                 |                        |
| 289 | 28               | "Em Que Local Ao Certo É Que Está O Carl Sanpedro? Parte 4 (PT)" "Where Exactly on the Globe Is Carl Sanpedro? Part 4"                                                  | Careen Ingle                 | Brady Klosterman          | 13 de agosto de 2020 8 de maio de 2021                          | 0.44                   |
| Neste final épico, os Titans perseguem o Carl San Pedro até à Croácia. |                  | |                              |                           |                                                                 |                        |
| 290 | 29               | "Muito Mais Fantasma (PT)" "Ghost With the Most" | Peter Rida Michail           | Brady Klosterman          | 5 de outubro de 2020 31 de outubro de 2021                      | 0.26                   |
| O Espírito do Dia das Bruxas é raptado e os Titans e o Beetlejuice juntam-se. |                  | |                              |                           |                                                                 |                        |
| 291 | 30               | "Lista de Desejos (PT)" "Bucket List" | Luke Cormican                | Rob Kutner                | 5 de outubro de 2020 4 de novembro de 2020                      | 0.24                   |
| A Starfire tem de completar uma lista de desejos. |                  | |                              |                           |                                                                 |                        |
| 292 | 31               | "Cavaleiro da Televisão 6 (PT)" "TV Knight 6" | Careen Ingle                 | Careen Ingle              | 7 de outubro de 2020 4 de novembro de 2020                      | 0.22                   |
| O Alfred leva o Batman à loja de eletrónica, mas ele só quer ver TV. |                  | |                              |                           |                                                                 |                        |
| 293 | 32               | "Kryptonite (PT)" "Kryptonite" | Ken McIntyre                 | Steve Borst               | 8 de outubro de 2020 19 de abril de 2021                        | 0.28                   |
| A Starfire quer descobrir qual é a sua fraqueza de super-heroína. |                  | |                              |                           |                                                                 |                        |
| 294 | 33               | "Guerra de Polegares (PT)" "Thumb War" | Luke Cormican                | Christopher Gentile       | 9 de outubro de 2020 20 de abril de 2021                        | 0.27                   |
| Os titãs fazem uma luta de polegares, mas Estelar tenta convencê-los de que isso não é bom, até que os polegares ganham vida. |                  | |                              |                           |                                                                 |                        |
| 295 | 34               | "Crianças Titans... Yay! (PT)" "Toddler Titans... Yay!" | Luke Cormican                | Steve Borst               | 14 de novembro de 2020 22 de abril de 2021                      | 0.48                   |
| O Maluco do Controle teletransporta os titãs para dentro de um desenho pré-escolar que se assemelha a Dora, a Aventureira. No desenho, Robin vira uma criança; Ciborgue, uma bolsa; Mutano, um cachorro; Estelar, um gato; e Ravena, um livro.                                                 |                  | |                              |                           |                                                                 |                        |
| 296 | 35               | "Huggbees" | Ken McIntyre                 | Brady Klosterman          | 14 de novembro de 2020 19 de outubro de 2021                    | 0.43                   |
| O Brain procura um antigo vilão, mas os Titans invocam um antigo super-herói. |                  | |                              |                           |                                                                 |                        |
| 297 | 36               | "Boca de Bebé (PT)" "Baby Mouth" | Luke Cormican                | Brady Klosterman          | 21 de novembro de 2020 26 de abril de 2021                      | 0.37                   |
| O Robin faz um teste de ADN para descobrir as suas raízes. |                  | |                              |                           |                                                                 |                        |
| 298 | 37               | "O Gesso (PT)" "The Cast" | James Krenzke                | Brady Klosterman          | 12 de dezembro de 2020 21 de abril de 2021                      | 0.31                   |
| Após partir a perna, o Robin fica fechado no quarto com um telescópio. |                  | |                              |                           |                                                                 |                        |
| 299 | 38               | "Disputa entre Super-Heróis (PT)" "Superhero Feud" | James Krenzke                | Amy Wolfram               | 19 de dezembro de 2020 11 de outubro de 2021                    | 0.42                   |
| O Control Freak opõe os Titans contra as DC Superhero Girls e vê quem é melhor. |                  | |                              |                           |                                                                 |                        |
| 300 | 39               | "Estrelas da Sorte (PT)" "Lucky Stars" | James Krenzke                | Brady Klosterman          | 23 de janeiro de 2021 27 de abril de 2021                       | 0.29                   |
| O Cyborg não acredita na astrologia, apesar da convicção da Raven. |                  | |                              |                           |                                                                 |                        |
| 301 | 40               | "Vários Meios de Transporte (PT)" "Various Modes of Transportation" | Ken McIntyre                 | Matty Smith               | 23 de janeiro de 2021 29 de abril de 2021                       | 0.25                   |
| Com os outros Titans fora, o Cyborg vai de viagem com o Robin. |                  | |                              |                           |                                                                 |                        |
| 302 | 41               | "Tios Fixes (PT)" "Cool Uncles" | Careen Ingle                 | Steve Borst               | 30 de janeiro de 2021 3 de maio de 2021                         | 0.31                   |
| A Raven tem de tomar conta dos irmãos... no parque de Wackadoodles. |                  | |                              |                           |                                                                 |                        |
| 303 | 42               | "Muro de Manteiga (PT)" "Butter Wall" | Luke Cormican                | Steve Borst               | 6 de fevereiro de 2021 4 de maio de 2021                        | 0.28                   |
| Os Titans querem descobrir se a Terra é mesmo uma panqueca. |                  | |                              |                           |                                                                 |                        |
| 304 | 43               | "Feliz Aniversário Mimado (PT)" "BBRAEBDAY" | Careen Ingle                 | Brady Klosterman          | 13 de fevereiro de 2021 11 de outubro de 2021                   | 0.30                   |
| Mutano e Ravena fazem uma festa de aniversário em Azarath, junto com a família de Ravena. Mas tudo começa a dar errado quando Ravena se depara que a festa não era como ela pensava, além de que o pai de Ravena e inclusive os Titãs viram puxa-saco com ela, o que deixa ela muito irritada. |                  | |                              |                           |                                                                 |                        |
| 305 | 44               | "Não Carregues no Play (PT)" "Don't Press Play" | Peter Rosa Michail           | Steve Borst               | 20 de fevereiro de 2021 19 de outubro de 2021                   | 0.28                   |
| Os Titans tentam salvar a música dos De La Soul de um monstro. |                  | |                              |                           |                                                                 |                        |
| 306 | 45               | "A Verdadeira Arte (PT)" "Real Art" | Ken McIntyre                 | Steve Borst               | 27 de fevereiro de 2021 12 de outubro de 2021                   | 0.35                   |
| Os Titans levam a Starfire ao museu para ela ver a verdadeira arte. |                  | |                              |                           |                                                                 |                        |
| 307 | 46               | "Só um Pouco de Paciência…Sim…Sim (PT)" "Just a Little Patience…Yeah…Yeah"                                                                                              | James Krenzke                | Amy Wolfram               | 6 de março de 2021 12 de outubro de 2021                        | 0.26                   |
| O Robin tenta ensinar aos outros Titans a ter paciência. |                  | |                              |                           |                                                                 |                        |
| 308 | 47               | "Os Vilões na Carrinha Atrás do Gelado (PT)" "Villains in a Van Getting Gelato"                                                                                         | Luke Cormican                | Jacquie Menville          | 13 de março de 2021 13 de outubro de 2021                       | 0.28                   |
| Grandes vilões recordam incidentes passados com os Titans. |                  | |                              |                           |                                                                 |                        |
| 309 | 48               | "Eu Sou a Cadeira (PT)" "I Am Chair" | James Krenzke                | Jenny Jaffe               | 20 de março de 2021 13 de outubro de 2021                       | 0.24                   |
| Numa ida stressante ao shopping, o Robin vai relaxar numa cadeira de massagens. |                  | |                              |                           |                                                                 |                        |
| 310 | 49               | "Bumgorf" | Ken McIntyre                 | Jacquie Menville          | 27 de março de 2021 14 de outubro de 2021                       | 0.33                   |
| Os Titans não sabem do Silkie e vão tentar adivinhar o que lhe aconteceu. |                  | |                              |                           |                                                                 |                        |
| 311 | 50               | "A Caneca (PT)" "The Mug" | Ken McIntyre                 | Jeff Prezenkowski         | 17 de abril de 2021 14 de outubro de 2021                       | 0.28                   |
| O Robin quer a caneca do pai número um, por isso, vão todos formar uma família. |                  | |                              |                           |                                                                 |                        |
| 312 | 51               | "Péfe Pétris (PT)" "Hafo Safo" | Luke Cormican                | Steve Borst               | 24 de abril de 2021 18 de outubro de 2021                       | 0.23                   |
| Os Titans seguem a lenda do Péfe Pétris, em Silverlake, Califórnia. |                  | |                              |                           |                                                                 |                        |
| 313 | 52               | "Zimdings" | Luke Cormican                | Talya Perper              | 1 de maio de 2021 18 de outubro de 2021                         | 0.29                   |
| Os Titãs colocam uma nova fonte de letras (que também tem uma língua específica), mas para tirar essa fonte, eles vão até uma ilha para descobrir quem é o criador dela. |                  | |                              |                           |                                                                 |                        |

### 7ª Temporada (2021–2022)
| Episódio (série) | Episódio (temp.) | Título | Dirigido por                                | Escrito por                    | Exibição original                                              | Audiência (em milhões) |
| --- | ---------------- | --- | ------------------------------------------- | ------------------------------ | -------------------------------------------------------------- | ---------------------- |
| 314–315 | 1–2              | "O Próximo Grande Talento Estrela Ídolo da Liga da Justiça: Edição Grupo de Dança (PT)" "Justice League's Next Top Talent Idol Star: Dance Crew Edition" | James Krenzke e Ken McIntyre                | Steve Borst                    | 8 de janeiro de 2021 13 de novembro de 2021                    | 0.29                   |
| Está na hora de outra competição de talentos da Liga da Justiça e o Vibe junta-se ao painel de jurados para criticar os movimentos dos grupos de dança do Universo DC. |                  | |                                             |                                |                                                                |                        |
| 316 | 3                | "Dá-me de Comer (PT)" "Feed Me" | Luke Cormican                               | Talya Perper                   | 3 de abril de 2021 22 de novembro de 2021                      | 0.29                   |
| Os Titans soltam um patinho de marshmallow perigoso que estava preso. |                  | |                                             |                                |                                                                |                        |
| 317 | 4                | "Gato por Lebre (PT)" "Pig in a Poke" | Ken McIntyre                                | Brady Klosterman               | 8 de maio de 2021 23 de novembro de 2021                       | 0.21                   |
| A Starfire enviou dinheiro para um príncipe e os Titans estão preocupados. |                  | |                                             |                                |                                                                |                        |
| 318 | 5                | "P.P." | James Krenzke                               | Brady Klosterman               | 15 de maio de 2021 24 de novembro de 2021                      | 0.23                   |
| Os Titans travam um assalto ao museu e encontram o P.P. Goblin. |                  | |                                             |                                |                                                                |                        |
| 319 | 6                | "Uma Ajudinha, Por Favor (PT)" "A Little Help Please" | Ken McIntyre                                | Brady Klosterman               | 22 de maio de 2021 25 de novembro de 2021                      | 0.27                   |
| Os Titans recebem um pedido de ajuda e têm de passar despercebidos. |                  | |                                             |                                |                                                                |                        |
| 320 | 7                | "Marv Wolfman e George Pérez (PT)" "Marv Wolfman and George Pérez"                                                                                       | Ken McIntyre                                | Steve Borst                    | 29 de maio de 2021 29 de novembro de 2021                      | 0.20                   |
| Marv Wolfman e George Pérez têm de arranjar uma história em 24 horas. |                  | |                                             |                                |                                                                |                        |
| 321–324 | 8–11             | "Casa Espacial (PT)" "Space House" | James Krenzke, Luke Cormican e Ken McIntyre | Steve Borst e Brady Klosterman | 31 de maio de 2021 6 de novembro de 2021                       | 0.32                   |
| Os Titans e as DC Superhero Girls juntam-se para uma aventura no espaço. |                  | |                                             |                                |                                                                |                        |
| 325 | 12               | "Cy e Beasty (PT)" "Ciborgue e Mutano" | James Krenzke                               | Brady Klosterman               | 2 de agosto de 2021 1 de dezembro de 2021                      | 0.19                   |
| Ciborgue e Mutano disputam para saber qual personagem é o melhor, Tom ou Jerry. Assim, eles acabam jogando Gato vs Rato. |                  | |                                             |                                |                                                                |                        |
| 326 | 13               | "T de Titans (PT)" "T is for Titans" | Luke Cormican                               | Steve Borst                    | 3 de agosto de 2021 30 de novembro de 2021                     | ASD                    |
| Os Titãs são expulsos da Torre por sapos, depois começa uma luta com sapos; um dinossauro; três pessoas e nuvens. No final eles descobrem que a Torre T na verdade era um J. |                  | |                                             |                                |                                                                |                        |
| 327 | 14               | "Os Génios Criativos (PT)" "Creative Geniuses" | Luke Cormican                               | Brady Klosterman               | 4 de agosto de 2021 15 de março de 2022                        | 0.32                   |
| Os Titans visitam a Comic Book Con e conhecem Marv Wolfman e George Pérez. |                  | |                                             |                                |                                                                |                        |
| 328 | 15               | "A Mansão e as Boas Maneiras (PT)" "Manor and Mannerisms"                                                                                                | Ken McIntyre                                | Matty White                    | 5 de agosto de 2021 16 de março de 2022                        | 0.21                   |
| O Robin vai ao baile na mansão Wayne pois pretende ser o herdeiro. |                  | |                                             |                                |                                                                |                        |
| 329 | 16               | "O Cruzeiro Mágico Transoceânico (PT)" "Trans Oceanic Magical Cruise"                                                                                    | James Krenzke                               | Jon e Josh Silberman           | 6 de agosto de 2021 17 de março de 2022                        | 0.18                   |
| Os Titans divertem-se num cruzeiro em alto mar cheio de perigos. |                  | |                                             |                                |                                                                |                        |
| 330 | 17               | "Polly de Polietileno e Tara de Tereftalato (PT)" "Polly Ethylene and Tara Phthalate"                                                                    | Ken McIntyre                                | Brady Klosterman               | 4 de setembro de 2021 22 de março de 2022                      | 0.41                   |
| O lixo estraga o dia de praia dos Titans, que vão apanhá-lo e reciclá-lo. |                  | |                                             |                                |                                                                |                        |
| 331 | 18               | "Tovelos (PT)" "EEbows" | Luke Cormican                               | Steve Borst                    | 11 de setembro de 2021 24 de março de 2022                     | 0.21                   |
| Fartos de serem beliscados, os cotovelos dos Titans revoltam-se. |                  | |                                             |                                |                                                                |                        |
| 332 | 19               | "O Presente de Aniversário do Batman (PT)" "Batman's Birthday Gift"                                                                                      | James Krenzke                               | Jon e Josh Silberman           | 18 de setembro de 2021 23 de março de 2022                     | 0.18                   |
| O Robin e os amigos vão entregar um presente de aniversário ao Batman. |                  | |                                             |                                |                                                                |                        |
| 333 | 20               | "O Que um Rapaz Pensa (PT)" "What a Boy Wonders" | James Krenzke                               | Steve Borst                    | 25 de setembro de 2021 28 de março de 2022                     | 0.24                   |
| O Robin forma um Clube do Livro para apresentar a sua autobiografia. |                  | |                                             |                                |                                                                |                        |
| 334 | 21               | "Os Preparativos para o Doomsday (PT)" "Doomsday Preppers"                                                                                               | Ken McIntyre                                | Steve Borst                    | 2 de outubro de 2021 29 de março de 2022                       | 0.18                   |
| A Torre está em confinamento e reúnem-se mantimentos, pois o Doomsday vem aí. |                  | |                                             |                                |                                                                |                        |
| 335 | 22               | "Os Gatos Balofos (PT)" "Fat Cats" | Ken McIntyre                                | Steve Borst                    | 9 de outubro de 2021 6 de junho de 2022                        | 0.17                   |
| Depois de ganharem um prémio, os Titans aprendem tudo sobre os impostos. |                  | |                                             |                                |                                                                |                        |
| 336 | 23               | "O Ataque da Geleia (PT)" "Jam" | Luke Cormican                               | Steve Borst                    | 16 de outubro de 2021 21 de março de 2022                      | 0.23                   |
| A Harley Quinn, a Poison Ivy e a Catwoman recrutam a Starfire e a Raven. |                  | |                                             |                                |                                                                |                        |
| 337 | 24               | "DC" | James Krenzke                               | Brady Klosterman               | 23 de outubro de 2021 14 de março de 2022                      | 0.16                   |
| A Wonder Woman faz 80 anos e os Titans vão à festa na sede da DC. |                  | |                                             |                                |                                                                |                        |
| 338 | 25               | "Pepo, o Homem Abóbora (PT)" "Pepo the Pumpkinman" | Ken McIntyre                                | Matty Smith                    | 27 de outubro de 2021 24 de outubro de 2022                    | 0.20                   |
| Um chapéu mágico dá vida ao homem abóbora dos Titans, que vai apodrecendo. |                  | |                                             |                                |                                                                |                        |
| 339 | 26               | "Café da Manhã (BR) O Pequeno-Almoço (PT)" "Breakfast"                                                                                                   | James Krenzke                               | Matty Smith                    | 6 de novembro de 2021 6 de junho de 2022 13 de agosto de 2022  | 0.15                   |
| Os titãs começam a comer café da manhã em todas as outras refeições, até que eles viram comida de café da manhã. |                  | |                                             |                                |                                                                |                        |
| 340 | 27               | "Capitão Legal (BR) O Capitão Fixe (PT)" "Captain Cool"                                                                                                  | Ken McIntyre                                | Matty Smith                    | 13 de novembro de 2021 8 de junho de 2022 20 de agosto de 2022 | 0.15                   |
| Ciborgue, Mutano, Ravena e Estelar inventam um herói imaginário chamado "Capitão Legal", além de inventarem situações imaginárias para este herói resolver, o que deixa Robin enfurecido. Os titãs ficam tanto tempo presos em suas imaginações que o Capitão Legal e as situações falsas viram realidade. |                  | |                                             |                                |                                                                |                        |
| 341–342 | 28–29            | "O Dia de Ação de Graças da Doom Patrol (PT)" "A Doom Patrol Thanksgiving"                                                                               | James Krenzke e Luke Cormican               | Brady Klosterman e Steve Borst | 19 de novembro de 2021                                         | 0.20                   |
| O Beast Boy passa o Dia de Ação de Graças em casa com a Doom Patrol. A Doom Patrol encontra filmes antigos que o The Chief tinha escondido. |                  | |                                             |                                |                                                                |                        |
| 343 | 30               | "Glunkakakakah" | Luke Cormican                               | Steve Borst                    | 27 de novembro de 2021 7 de junho de 2022                      | 0.19                   |
| O Robin ensina a arte da camuflagem através de um jogo das escondidas. |                  | |                                             |                                |                                                                |                        |
| 344 | 31               | "O Controlador (PT)" "Control Freak" | James Krenzke                               | Matty Smith                    | 4 de dezembro de 2021 9 de junho de 2022                       | 0.13                   |
| Os Titans entram na Sala das Provas e o Robin tenta manter tudo sob controlo. |                  | |                                             |                                |                                                                |                        |
| 345 | 32               | "Uma História Festiva (PT)" "A Holiday Story" | Luke Cormican                               | Brady Klosterman               | 8 de dezembro de 2021                                          | 0.16                   |
| O Pai Natal pede ajuda ao Beast Boy para voltar ao Bando dos Dias Festivos. |                  | |                                             |                                |                                                                |                        |
| 346 | 33               | "O Calçado Especial (PT)" "The Drip" | Ken McIntyre                                | Brady Klosterman               | 21 de fevereiro de 2022 15 de junho de 2022                    | 0.14                   |
| O Robin experimenta uns ténis especiais e vai à procura do derradeiro par. |                  | |                                             |                                |                                                                |                        |
| 347 | 34               | "Normas de Comportamento (PT)" "S&P" | Ken McIntyre                                | Steve Borst                    | 7 de março de 2022 14 de junho de 2022                         | 0.15                   |
| O mau comportamento dos Titans provoca a má reputação dos super-heróis. |                  | |                                             |                                |                                                                |                        |
| 348 | 35               | "A Matemática (PT)" "Belly Math" | James Krenzke                               | Brady Klosterman               | 8 de março de 2022 20 de junho de 2022                         | 0.19                   |
| Para derrotarem um supervilão, os Titans têm de aprender Matemática. |                  | |                                             |                                |                                                                |                        |
| 349 | 36               | "Privilégios Gratuitos (PT)" "Free Perk" | Luke Cormican                               | Gene Grillo                    | 9 de março de 2022 21 de junho de 2022                         | 0.16                   |
| O Robin ensina aos Titans tudo sobre seguros de saúde. |                  | |                                             |                                |                                                                |                        |
| 350 | 37               | "Vão! (PT)" "Go!" | James Krenzke                               | Steve Borst                    | 10 de março de 2022 8 de junho de 2022                         | 0.16                   |
| O Robin esforça-se por conseguir liderar os Titans depois de descobrir que o seu grito de ação, “Vão”, é uma marca registada de outra equipa! |                  | |                                             |                                |                                                                |                        |
| 351 | 38               | "À Procura do Aquaman (PT)" "Finding Aquaman" | Luke Cormican                               | Gene Grillo                    | 14 de maio de 2022 22 de junho de 2022                         | 0.09                   |
| Os Titans procuram o Aquaman, mas acabam à mercê do Black Manta. |                  | |                                             |                                |                                                                |                        |
| 352 | 39               | "Então, Quem Foi? (PT)" "Whodundidit?" | James Krenzke                               | Brady Klosterman               | 23 de maio de 2022 13 de junho de 2022                         | 0.12                   |
| Os Titans vigiam a Mansão Wayne e desvendam o mistério da sanita entupida. |                  | |                                             |                                |                                                                |                        |
| 353 | 40               | "A Doce Vingança (PT)" "Sweet Revenge" | Luke Cormican                               | Steve Borst                    | 24 de maio de 2022 16 de junho de 2022                         | 0.14                   |
| O Robin vai trabalhar para uma geladaria para se vingar do Joker. |                  | |                                             |                                |                                                                |                        |
| 354 | 41               | "Os Piratas do Alpendre (PT)" "Porch Pirates" | James Krenzke                               | Gene Grillo                    | 25 de maio de 2022 9 de novembro de 2022                       | 0.11                   |
| A encomenda que os Titans tanto aguardavam foi roubada e, para a recuperar, eles terão de enfrentar uns piratas do alpendre. |                  | |                                             |                                |                                                                |                        |
| 355 | 42               | "Uma Situação Complicada (PT)" "A Sticky Situation" | James Krenzke                               | Brady Klosterman               | 26 de maio de 2022 7 de novembro de 2022                       | 0.17                   |
| A infinita busca do Sticky Joe por um simples abre-latas transporta-o para uma série de aventuras bizarras. |                  | |                                             |                                |                                                                |                        |
| 356 | 43               | "O Programa Perfeito? (PT)" "The Perfect Pitch?" | Ken McIntyre                                | Steve Borst                    | 27 de maio de 2022 7 de novembro de 2022                       | 0.13                   |
| Os Titans já viram tudo o que havia para ver na televisão, por isso, decidem fazer o seu próprio programa. |                  | |                                             |                                |                                                                |                        |
| 357 | 44               | "A Época da Piscina (PT)" "Pool Season" | Luke Cormican                               | Gene Grillo                    | 1 de agosto de 2022 8 de novembro de 2022                      | 0.18                   |
| O Black Manta oferece-se para construir a nova piscina dos Titans, mas o Robin considera o processo de construção demasiado lento. |                  | |                                             |                                |                                                                |                        |
| 358 | 45               | "Kyle" | Ken McIntyre                                | Brady Klosterman               | 2 de agosto de 2022 9 de novembro de 2022                      | 0.10                   |
| Os Titans viajam no tempo até aos anos noventa para visitarem um videoclube e, uma vez lá, encontram um vilão familiar. |                  | |                                             |                                |                                                                |                        |
| 359 | 46               | "Cavaleiro da Televisão 7 (PT)" "TV Knight 7" | Luke Cormican                               | Luke Cormican e Josh Weisbrod  | 3 de agosto de 2022 10 de novembro de 2022                     | 0.12                   |
| Para fugirem às tarefas domésticas, o Batman e o Gordon viajam até ao futuro e encontram sempre uma forma de ver televisão. |                  | |                                             |                                |                                                                |                        |
| 360 | 47               | "Nós Já Voltamos (PT)" "We'll Be Right Back" | Luke Cormican                               | Steve Borst                    | 4 de agosto de 2022 10 de novembro de 2022                     | 0.11                   |
| A única coisa de que o Controlador gosta na série são os anúncios publicitários, por isso, decide criar uns anúncios extra para atormentar os Titans. |                  | |                                             |                                |                                                                |                        |
| 361 | 48               | "O Rock de Jump City (PT)" "Jump City Rock" | James Krenzke                               | Gene Grillo                    | 12 de setembro de 2022 15 de novembro de 2022                  | 0.15                   |
| Os Titans juntam-se à Nandi e ao Thomas Bushell e, em conjunto, vão fazer de tudo para derrotar o Joker. |                  | |                                             |                                |                                                                |                        |
| 362 | 49               | "Gás Natural (PT)" "Natural Gas" | Luke Cormican                               | Steve Borst                    | 13 de setembro de 2022 14 de novembro de 2022                  | 0.10                   |
| Os Titans estão furiosos e indignados com o preço que pagam pela água, gás e eletricidade, por isso, decidem sair da rede. |                  | |                                             |                                |                                                                |                        |
| 363 | 50               | "50% Chad" | Ken McIntyre                                | Gene Grillo                    | 14 de setembro de 2022 14 de novembro de 2022                  | 0.09                   |
| Os Titans estão fartos dos atuais vilões que têm de enfrentar constantemente e abrem audições para uns novos inimigos. |                  | |                                             |                                |                                                                |                        |
| 364 | 51               | "A Banda Sonora (PT)" "The Score" | Ken McIntyre                                | Gene Grillo                    | 15 de setembro de 2022 15 de novembro de 2022                  | 0.08                   |
| Os Titans têm dificuldades em lidar com as suas emoções quando um compositor malvado altera a música do programa. |                  | |                                             |                                |                                                                |                        |
| 365 | 52               | "365!" | James Krenzke                               | Steve Borst                    | 16 de setembro de 2022 16 de novembro de 2022                  | 0.12                   |
| Os Titans querem que o episódio 365 seja super especial e dirigem-se aos Estúdios da Warner Bros à procura de um realizador. |                  | |                                             |                                |                                                                |                        |

### 8ª Temporada (2022–2024)
| Episódio (série) | Episódio (temp.) | Título | Dirigido por                  | Escrito por                      | Exibição original                                               | Audiência (em milhões) |
| --- | ---------------- | --- | ----------------------------- | -------------------------------- | --------------------------------------------------------------- | ---------------------- |
| 366 | 1                | "Bem-vindos ao Dia das Bruxas (PT)" "Welcome to Halloween" | Ken McIntyre                  | Steve Borst                      | 7 de outubro de 2022 23 de outubro de 2023                      | 0.04                   |
| Os Titans continuam a sua aventura com o Pepo e, para fugir ao frio, refugiam-se num castelo e conhecem o Krampus. |                  | |                               |                                  |                                                                 |                        |
| 367 | 2                | "A Grande Fuga de Natal (PT)" "The Great Holiday Escape" | Luke Cormican                 | Morgan Evans                     | 9 de dezembro de 2022                                           | 0.13                   |
| 368 | 3                | "À Procura do Amor (PT)" "Looking for Love" | James Krenzke                 | Steve Borst                      | 6 de fevereiro de 2023 11 de outubro de 2023                    | 0.12                   |
| No Dia de São Valentim, os heróis recebem o alerta de que o Amor está desaparecido e começam a procurá-lo com a ajuda de pistas musicais. |                  | |                               |                                  |                                                                 |                        |
| 369–370 | 4–5              | "Bonecos de Ação (BR) Teen Titans de Ação (PT)" "Teen Titans Action"                                                                                          | James Krenzke e Luke Cormican | Steve Borst e Brady Klosterman   | 20 de fevereiro de 2023 9 de junho de 2023 2 de outubro de 2023 | 0.11                   |
| Os Titans descobrem que os brinquedos de programas de comédia não se vendem, por isso, decidem tornar-se heróis de ação. Mas quando se fartam do seu estilo de vida cheio de ação, decidem rescindir o acordo com o Toy Master. Até chegam a pedir ajuda à Justice League. |                  | |                               |                                  |                                                                 |                        |
| 371 | 6                | "Cavaleiro da Televisão 8 (PT)" "TV Knight 8" | Careen Ingle                  | Careen Ingle                     | 27 de fevereiro de 2023 4 de outubro de 2023                    | 0.11                   |
| O Comissário Gordon tem de trabalhar e o Batman junta-se a ele na esquadra para um pouco de diversão e combate ao crime. |                  | |                               |                                  |                                                                 |                        |
| 372 | 7                | "Uma Situação Ainda Mais Complicada (PT)" "A Stickier Situation"                                                                                              | James Krenzke                 | Gene Grillo                      | 6 de março de 2023 5 de outubro de 2023                         | ASD                    |
| O Sticky Joe tenta cortar as unhas ao seu rato de estimação, mas acaba por entrar numa aventura louca. |                  | |                               |                                  |                                                                 |                        |
| 373 | 8                | "Ganhar um Torneio de Golfe é a Solução para Todos os Problemas Financeiros (PT)" "Winning a Golf Tournament Is the Solution to All of Life's Money Problems" | James Krenzke                 | Morgan Evans                     | 13 de março de 2023 9 de outubro de 2023                        | ASD                    |
| O Carro-T é rebocado devido a excesso de multas de estacionamento e o Robin convence o Cyborg a participar num torneio de golfe para ganhar o dinheiro do prémio. |                  | |                               |                                  |                                                                 |                        |
| 374 | 9                | "Apanhar Bem Criminosos (PT)" "Always Be Crimefighting" | Luke Cormican                 | Steve Borst                      | 20 de março de 2023 10 de outubro de 2023                       | ASD                    |
| Numa tentativa de motivar a equipa, o Robin pede aos Titans que resolvam alguns crimes, caso contrário serão despedidos. |                  | |                               |                                  |                                                                 |                        |
| 375 | 10               | "Páscoa Aniquiladora (PT)" "Easter Annihilation" | James Krenzke                 | Steve Borst                      | 27 de março de 2023 20 de novembro de 2023                      | 0.11                   |
| 376–377 | 11–12            | "O Cérebro da Família (PT)" "The Brain of the Family" | James Krenzke e Ken McIntyre  | Brady Klosterman e James Krenzke | 6 de maio de 2023 3 de outubro de 2023                          | 0.14                   |
| A vida pessoal do Brain fica virada do avesso quando o irmão preguiçoso Brian aparece para lhe fazer uma visita. Agora, Brain e Mallah terão de lidar com o caos que o Brian causa, mas, quando os bandidos estão com dificuldades, todos trabalham em conjunto.           |                  | |                               |                                  |                                                                 |                        |
| 378 | 13               | "Arthur" | James Krenzke                 | Gene Grillo                      | 13 de maio de 2023 12 de outubro de 2023                        | 0.14                   |
| O Robin ameaça despedir o Dr. Light, a não ser que ele comece a engendrar planos demoníacos mais elaborados. |                  | |                               |                                  |                                                                 |                        |
| 379 | 14               | "Água Sanitária (BR) Água da Sanita (PT)" "Toilet Water" | Mike Nordstrom                | Steve Borst                      | 13 de maio de 2023 21 de novembro de 2023                       | 0.13                   |
| 380 | 15               | "Os Buracos na Trama (PT)" "Plot Holes" | Ken McIntyre                  | Steve Borst                      | 20 de maio de 2023 22 de novembro de 2023                       | 0.16                   |
| 381 | 16               | "O Cinto de Ferramentas (PT)" "Utility Belt" | Mike Nordstrom                | Steve Borst                      | 20 de maio de 2023 23 de novembro de 2023                       | 0.15                   |
| 382 | 17               | "A Nossa Casa (PT)" "Our House" | Mike Nordstrom                | Steve Borst                      | 24 de julho de 2023 27 de novembro de 2023                      | 0.08                   |
| 383 | 18               | "O Caçador de Barbas (PT)" "Beard Hunter" | Ken McIntyre                  | Gene Grillo                      | 25 de julho de 2023 28 de novembro de 2023                      | 0.11                   |
| 384 | 19               | "A Elasti-Bot (PT)" "Elasti-Bot" | Mike Nordstrom                | Gene Grillo                      | 26 de julho de 2023 5 de dezembro de 2023                       | 0.09                   |
| 385 | 20               | "Energia Negativa (PT)" "Negative Feels" | James Krenzke                 | Matt Wayne                       | 27 de julho de 2023 4 de dezembro de 2023                       | 0.08                   |
| 386 | 21               | "Um Amigo Novo (PT)" "New Chum" | Ken McIntyre                  | Morgan Evans                     | 28 de julho de 2023 29 de novembro de 2023                      | 0.11                   |
| 387 | 22               | "A Abertura (PT)" "Intro" | James Krenzke                 | Morgan Evans                     | 23 de setembro de 2023 18 de maio de 2024                       | 0.11                   |
| 388 | 23               | "Tanque Assombrado (PT)" "Haunted Tank" | Mike Nordstrom                | Morgan Evans                     | 7 de outubro de 2023 26 de outubro de 2024                      | 0.22                   |
| 389–390 | 24–25            | "Os 100 Anos da Warner Bros (PT)" "Warner Bros 100th Anniversary"                                                                                             | James Krenzke e Ken McIntyre  | Morgan Evans                     | 14 de outubro de 2023 30 de maio de 2024                        | 0.16                   |
| 391 | 26               | "O Osso dos Desejos (PT)" "Wishbone" | Ken McIntyre                  | Gene Grillo                      | 18 de novembro de 2023 18 de maio de 2024                       | 0.11                   |
| 392 | 27               | "A Magia de Natal (PT)" "Christmas Magic" | Ken McIntyre                  | Gene Grillo                      | 2 de dezembro de 2023 30 de novembro de 2024                    | ASD                    |
| 393 | 28               | "A Nave (PT)" "Ship" | Mike Nordstrom                | Matt Champman                    | 2 de março de 2024 11 de maio de 2024                           | 0.11                   |
| 394 | 29               | "Catipão Aberração (PT)" "Catpin Freak" | James Krenzke                 | Matt Champman                    | 9 de março de 2024 11 de maio de 2024                           | 0.12                   |
| 395 | 30               | "50% Tripulação (PT)" "50% Crew" | Ken McIntyre                  | Gene Grillo                      | 16 de março de 2024 12 de maio de 2024                          | 0.16                   |
| 396 | 31               | "Cinco Dólares (PT)" "Five Bucks" | Mike Nordstrom                | Steve Borst                      | 23 de março de 2024 12 de maio de 2024                          | 0.09                   |
| 397 | 32               | "O Trunfo (PT)" "Wild Card" | James Krenzke                 | Talya Perper                     | 30 de março de 2024 12 de maio de 2024                          | 0.13                   |
| 398 | 33               | "Livraria Azarth Metrion (PT)" "Azarath! Metrion! Bookstore!"                                                                                                 | Mike Nordstrom                | Gene Grillo                      | 5 de outubro de 2024 2 de novembro de 2024                      | ASD                    |
| 399 | 34               | "O Grande Confronto Azarathiano (PT)" "The Greatest Azarathian Face Off"                                                                                      | Ken McIntyre                  | Gene Grillo                      | 12 de outubro de 2024 2 de novembro de 2024                     | ASD                    |
| 400 | 35               | "O Livro-Papão (PT)" "Bookyman" | James Krenzke                 | Steve Borst                      | 19 de outubro de 2024 2 de novembro de 2024                     | ASD                    |
| 401 | 36               | "À Solta (PT)" "Unleashed" | James Krenzke                 | Steve Borst                      | 26 de outubro de 2024 3 de novembro de 2024                     | ASD                    |
| 402 | 37               | "Ideia Original (PT)" "Original Idea" | Ken McIntyre                  | Steve Borst                      | 2 de novembro de 2024 3 de novembro de 2024                     | ASD                    |
| 403 | 38               | "Atenção ao Detalhe (PT)" "Attention to Detail" | Mike Nordstrom                | Gene Grillo                      | 9 de novembro de 2024                                           | ASD                    |
| 404 | 39               | "O Rancho (PT)" "The Ranch" | James Krenzke                 | Steve Borst                      | 16 de novembro de 2024                                          | ASD                    |
| 405 | 40               | "Cavaleiro da Televisão 9 (PT)" "TV Knight 9" | Ken McIntyre                  | Ken McIntyre                     | 23 de novembro de 2024                                          | ASD                    |
| 406–407 | 41–42            | "Quatrocentos (PT)" "Four Hundred" | Peter Rida Michail            | Matt Champman                    | 30 de novembro de 2024 30 de novembro de 2024                   | ASD                    |

### 9ª Temporada (2025)
| Episódio (série) | Episódio (temp.) | Título                                                                            | Dirigido por   | Escrito por      | Exibição original                                        | Audiência (em milhões) |
| ---------------- | ---------------- | --------------------------------------------------------------------------------- | -------------- | ---------------- | -------------------------------------------------------- | ---------------------- |
| 408              | 1                | "Situação Complicadíssima (PT)" "Stickiest Situation"                             | James Krenzke  | Ben Gruber       | 1 de março de 2025 24 de março de 2025                   | ASD                    |
| 409              | 2                | "O.S.H.A. (PT)" "O.S.H.A."                                                        | Mike Nordstrom | Ben Gruber       | 1 de março de 2025 24 de março de 2025                   | ASD                    |
| 410              | 3                | "Jovens? Titãs (BR) Teen Titans Adolescentes? (PT)" "Teen? Titans"                | Mike Nordstrom | Ben Gruber       | 8 de março de 2025 25 de março de 2025 9 de maio de 2025 | ASD                    |
| 411              | 4                | "Trabalho Extra (PT)" "Moonlighting"                                              | Mike Nordstrom | Brady Klosterman | 15 de março de 2025 25 de março de 2025                  | ASD                    |
| 412              | 5                | "Série à Controlador (PT)" "Freak Show"                                           | James Krenzke  | Brady Klosterman | 22 de março de 2025 26 de março de 2025                  | ASD                    |
| 413              | 6                | "Pequeno-Almoço no Restaurante (PT)" "Diner Means Breakfast"                      | Ken McIntyre   | Jordan Morris    | 29 de março de 2025 26 de março de 2025                  | ASD                    |
| 414              | 7                | "Mais Cinco (PT)" "High Five"                                                     | Mike Nordstrom | Morgan Evans     | 5 de abril de 2025 31 de março de 2025                   | ASD                    |
| 415              | 8                | "Os Teen Titans e a Fábrica da Páscoa (PT)" "Teen Titans and the Easter Factory"  | Ken McIntyre   | Morgan Evans     | 12 de abril de 2025 5 de abril de 2025                   | ASD                    |
| 416              | 9                | "O Rendimento Passivo (PT)" "Passive Income"                                      | Mike Nordstrom | Jordan Morris    | 19 de abril de 2025 27 de março de 2025                  | ASD                    |
| 417              | 10               | "Guerreiros com Asas (PT)" "Winged Warriors"                                      | Ken McIntyre   | Brady Klosterman | 26 de abril de 2025 27 de março de 2025                  | ASD                    |
| 418              | 11               | "Circuito Fechado (PT)" "Closed Circuit"                                          | James Krenzke  | Gene Grillo      | 3 de maio de 2025 31 de março de 2025                    | ASD                    |
| 419              | 12               | "A Melhor Mãe de Sempre (PT)" "Best Mom Ever"                                     | Mike Nordstrom | Brady Klosterman | 10 de maio de 2025 4 de maio de 2025                     | ASD                    |
| 420              | 13               | "Clube do Livro de Banda Desenhada DC (PT)" "DC Comic Book Club"                  | Ken McIntyre   | Jordan Morris    | 17 de maio de 2025 28 de junho de 2025                   | ASD                    |
| 421              | 14               | "Nomeados para Série de Animação Preferida (PT)" "Favorite Animated Show Nominee" | Ken McIntyre   | Gene Grillo      | 21 de junho de 2025 7 de junho de 2025                   | ASD                    |
| 422              | 15               | "Mandíbulas (PT)" "Them Jaws"                                                     | James Krenzke  | Brady Klosterman | 19 de julho de 2025 7 de julho de 2025                   | ASD                    |
| 423              | 16               | "Tubarão do Bilhar (PT)" "Pool Shark"                                             | Mike Nordstrom | Matt Champman    | 19 de julho de 2025 8 de julho de 2025                   | ASD                    |
| 424              | 17               | "Tubarão de Alças (PT)" "Shark Tank"                                              | Ken McIntyre   | Gene Grillo      | 19 de julho de 2025 9 de julho de 2025                   | ASD                    |
| 425              | 18               | "Um História no Lago (PT)" "Lakeside Story"                                       | James Krenzke  | Gene Grillo      | 19 de julho de 2025 10 de julho de 2025                  | ASD                    |
| 426              | 19               | "O Megalo-Don Jackson (PT)" "Megalodon Jackson"                                   | Ken McIntyre   | Ben Gruber       | 19 de julho de 2025 11 de julho de 2025                  | ASD                    |
| 427              | 20               | "Troca de Líderes DC (PT)" "DC Leader Swap"                                       | Ken McIntyre   | Jordan Morris    | 30 de agosto de 2025 8 de junho de 2025                  | ASD                    |
| 428              | 21               | "Shhhiu (PT)" "Shhhh"                                                             | ASD            | ASD              | 30 de agosto de 2025 29 de junho de 2025                 | ASD                    |
| 429              | 22               | "Alerta de Crime (PT)" "Crime Alert"                                              | ASD            | ASD              | ASA em 2025 29 de junho de 2025                          | ASD                    |
| 430              | 23               | "Manicure e Pedicure (PT)" "Mani-Pedi"                                            | ASD            | ASD              | ASA em 2025 29 de junho de 2025                          | ASD                    |

### Os Jovens Titãs em Ação! Nos Cinemas
| Título                                                                                                   | Dirigido por                       | Escrito por                     | Exibição original                                            |
| --- | ---------------------------------- | ------------------------------- | ------------------------------------------------------------ |
| "Os Jovens Titãs em Ação! Nos Cinemas (BR) Teen Titans Go! O Filme (PT)" "Teen Titans Go! To the Movies" | Aaron Horvath e Peter Rida Michail | Aaron Horvath e Michael Jelenic | 27 de julho de 2018 30 de agosto de 2018 9 de agosto de 2018 |